# 리쩌 상무구역
리쩌 상무구역(중국어: 丽泽商务区站)은 중국 베이징시 펑타이구 타이핑차오 가도의 리쩌금융상무구 리쩌로·진쩌 동로 교차로 아래에 위치한 베이징 지하철 14호선과 16호선과 다싱공항선의 지하철 환승역으로, 14호선은 2021년 12월 31일, 16호선은 2025년 1월 19일에 개통하면서 이 역은 베이징 지하철 전체 노선의 97번째 환승역이 되었고, 다싱공항선은 2026년에 개통할 것으로 예상된다. 또한, 장기 계획에 따라 11호선과 팡산선도 이 역을 경유할 계획이다.

## 위치
이 역은 리쩌금융상무구 서남2환로 외곽에 위치하며 리쩌로(丽泽路)와 진쩌 동로(金泽东路)의 교차점에 위치한다. 14호선은 리쩌로를 따라 동서 방향으로 배치되어 있고, 16호선은 진쩌 동로를 따라 남북 방향으로 배치되어 있으며, 다싱공항선 역은 북쪽을 따라 동서 방향으로 배치되어 있다.

## 역 구조

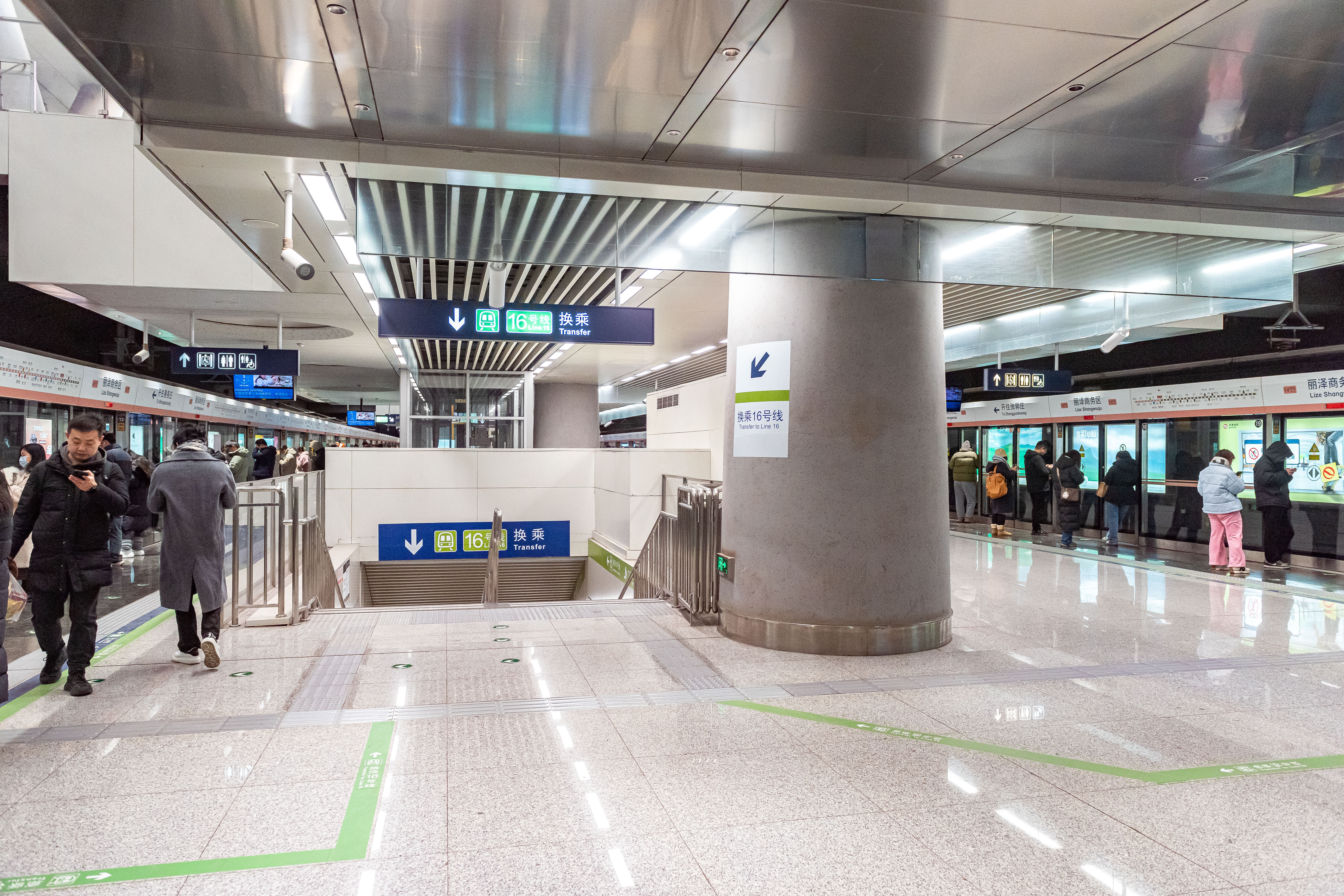
14호선 승강장 (2025년 2월 촬영)

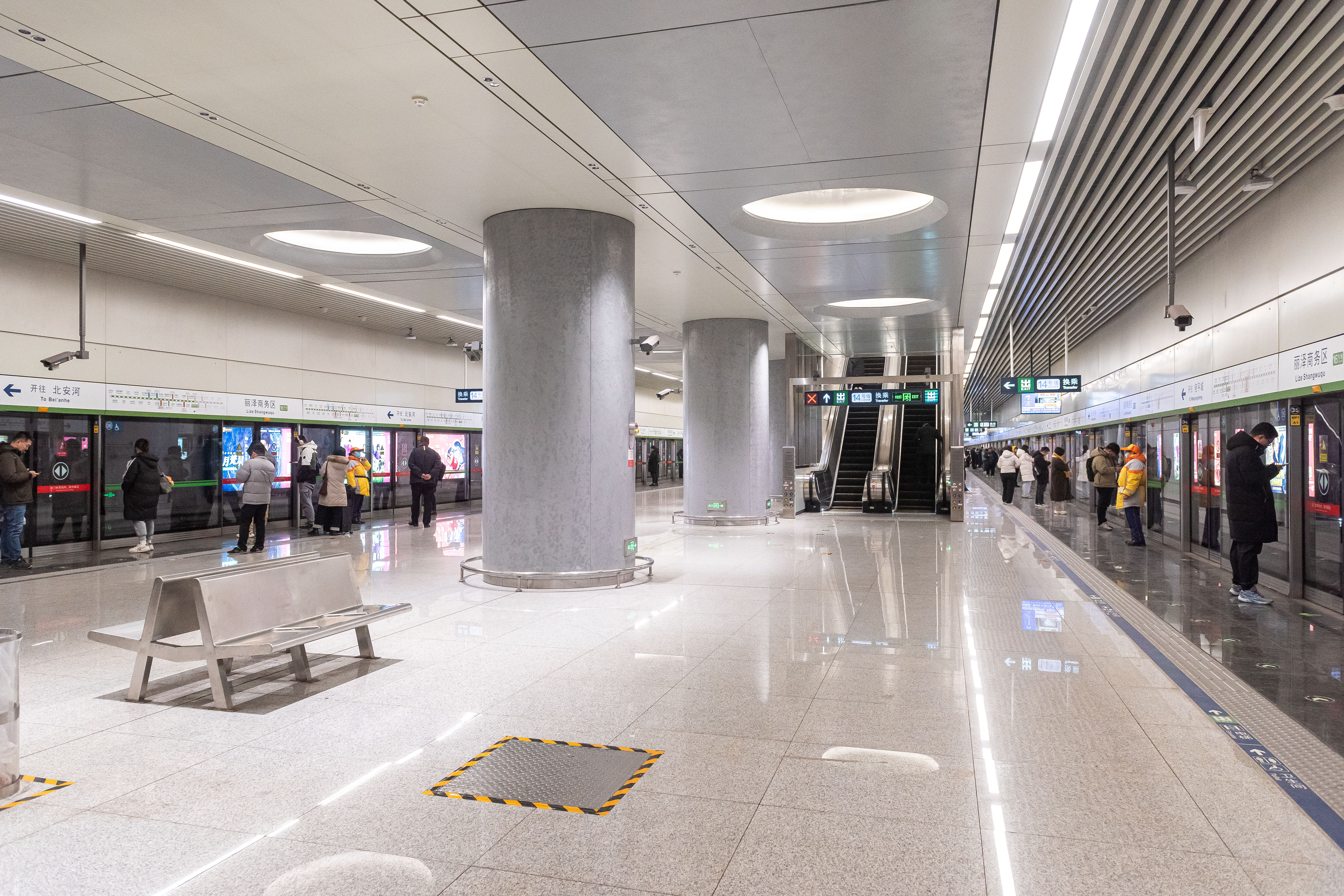
16호선 승강장 (2025년 2월 촬영)

이 역은 3층 건물의 지하역이다(시내 터미널 허브는 5층 건물의 지하역이다). 지하 1층은 대합실 층, 지하 2층은 14호선 승강장 층, 16호선 장비 구역, 지하 3층은 16호선 승강장 층이다. 두 노선 모두 섬식 승강장 구조를 채택하였고, 승강장 사이에는 환승 계단이 있다. 14호선에서 16호선으로 환승 계단을 통해(아래층으로 이동), 16호선에서 14호선으로 환승할 때는 먼저 역 대합실 층으로 올라간 후 아래층으로 내려가면서 가능하다. 다싱공항선 역은 1섬 1상대식 구조에 3개 노선이 있는 지하 2층(일부 3층)의 역이다. 총 건축 면적은 50,336㎡, 역사 전체 길이는 약 456.0m, 지하 구조물 높이 18.1m, 표준 구간 폭 54.8m(5경간구조), 부분 폭 75.9m(총 7개 경간) VIP 스테이션 홀은 지하 2층에 위치하며, 승강장 층은 지하 3층에 위치한다. 베이징 다싱 국제공항으로 향하는 승객에게 도시 사전 탑승 및 수하물 체크인 서비스를 제공하기 위해 리쩌로 북쪽에 건설된 도시 지상 터미널의 건설 규모는 약 18,400㎡이다. 다싱공항선은 역 서쪽에 총 길이 710.75m의 회차선이 존재한다.
역사 홀 바닥은 21개의 Y자형 기둥으로 지지되어 있다. 각 Y자형 기둥의 무게는 70톤이 넘는다. 동시에 홀 바닥 슬래브의 일부를 제거하여 대합실을 만들었고, 구조물의 지붕에 승강장이 개방된 형태이다. 대기 공간 효과를 얻기 위해 채광창이 설치되어 있다. 이러한 이유로 리쩌 상무구역은 방공호 기능을 포기하였고, 16호선 대합실 북쪽(다싱공항선 역사 방향) 기둥 중 일부는 Y자형 기둥이 아닌 구조이다.
역 주변 지역은 통합 지하 공간 설계를 갖고 있으며, 대합실 층은 주변 지하 상업 시설 및 기타 시설과 연결된다. 동시에, 지상의 리쩌로가 고속도로로 전환된 후, 보조 도로는 간선 도로의 북쪽에 집중되어 간선 도로의 남쪽 공간이 녹지 공간과 함께 배치된 구조이다.
역 남서쪽 사분면 리쩌 SOHO(丽泽SOHO) 아래에는 14호선과 16호선 사이의 연결선이 리쩌 SOHO 지하 중앙을 통과한다. 14호선 승강장 서쪽 끝에 열차가 회차할 수 있는 회차선이 있다.

### 층별 구조
리쩌 터미널 종합교통허브 통합 프로젝트의 2차 환경영향평가 발표에 따르면, 이 역은 지하 5층으로 구성되었다.
| 지면 |                                 | 출입구                                                                                 |
| B1   | VIP 대합실                      | ■ 베이징 지하철 다싱공항선 VIP 대합실, 승객 체크인 섬, 2인승 체크인 구역, 2인승 대기실 |
| B1   | 장비층                          | 리쩌 SOHO 지하 연결 통로                                                               |
| B2   | 다싱공항선 대합실               | ■ 베이징 지하철 다싱공항선 대합실, 체크인 홀                                           |
| B2   | 14/16호선 대합실                | 발권 서비스, 자동 티켓 판매기, 이카통(一卡通) 카드 충전                                |
| B3   | 리진선 승강장                   | ■ 팡산선 승강장 (계획중)                                                               |
| B3   | 환승 층                         | 환승 층 (계획중)                                                                       |
| B3   | 상대식 승강장                   |                                                                                        |
| B3   | ←                               | ■ 다싱공항선 하차 전용 승강장                                                          |
| B3   | →                               | ■ 다싱공항선 다싱공항 방면 (차오차오)                                                  |
| B3   | 섬식 승강장                     |                                                                                        |
| B3   | →                               | ■ 다싱공항선 다싱공항 방면 (차오차오)                                                  |
| B3   | ←                               | ■ 14호선 장궈좡 방면 (둥관터우)                                                        |
| B3   | 섬식 승강장, 왼쪽 출입문이 열림 |                                                                                        |
| B3   | →                               | ■ 14호선 산거좡 방면 (차이후잉)                                                        |
| B4   | 환승 층                         | 환승 층, 수하물 보관소 (계획중)                                                        |
| B4   | ←                               | ■ 16호선 베이안허 방면 (훙롄난루)                                                      |
| B4   | 섬식 승강장, 왼쪽 출입문이 열림 |                                                                                        |
| B4   | →                               | ■ 16호선 완핑청 방면 (둥관터우난)                                                      |
| B5   | 11호선 승강장                   | ■ 11호선 승강장 (계획중)                                                               |

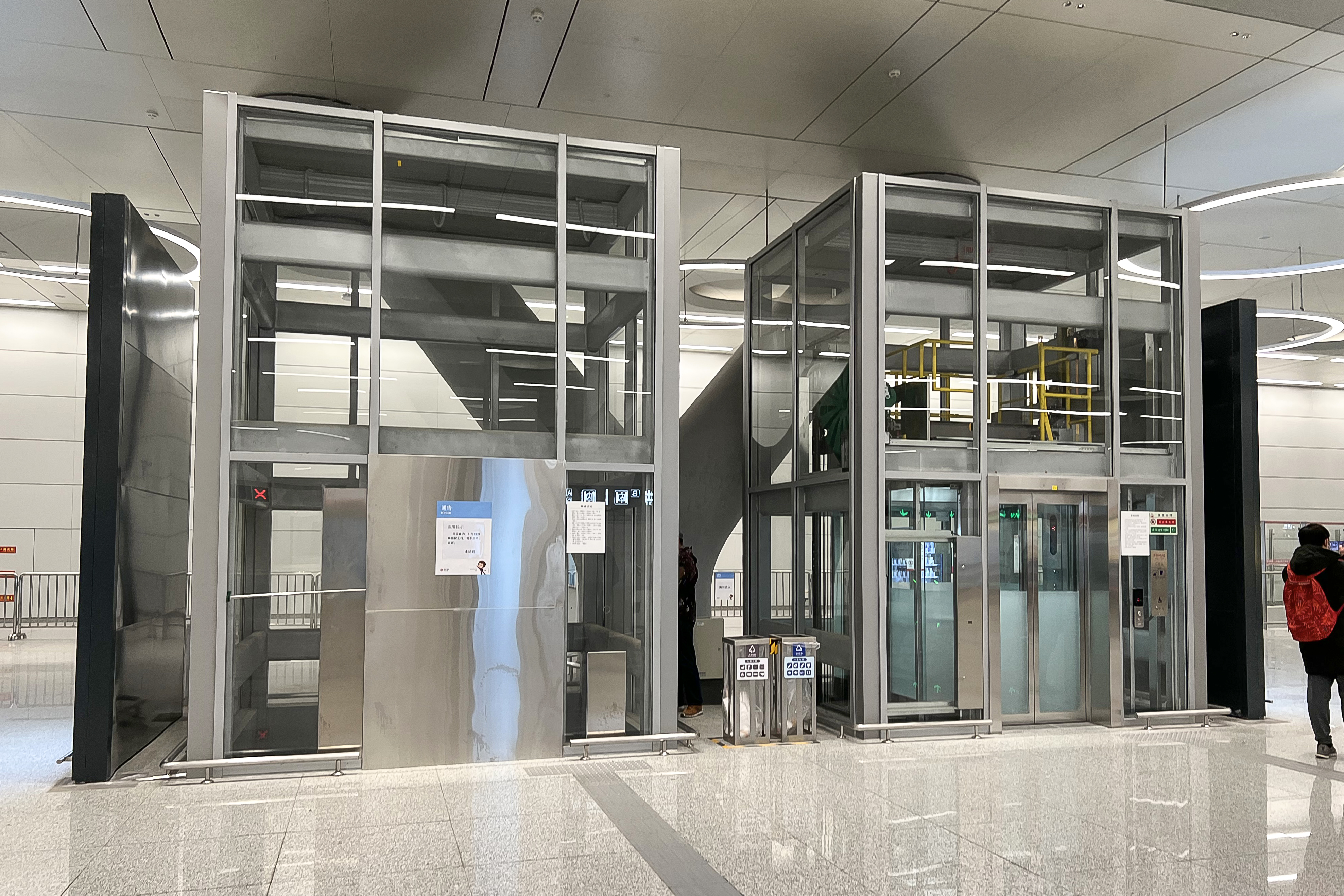
14호선 대합실에서 16호선, 14호선 승강장 간 엘리베이터
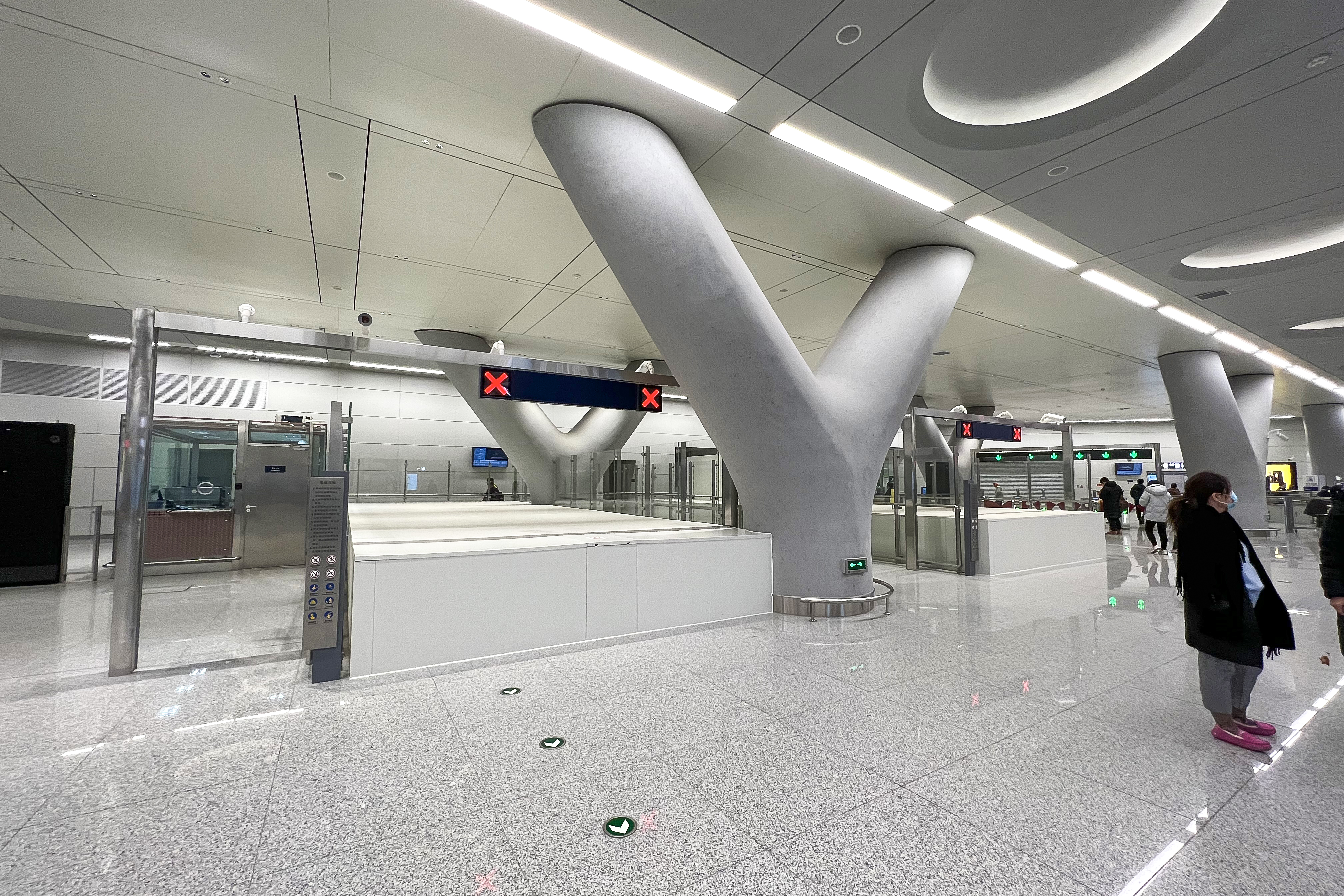
14호선 대합실에 구비된 16호선 에스컬레이터 입구
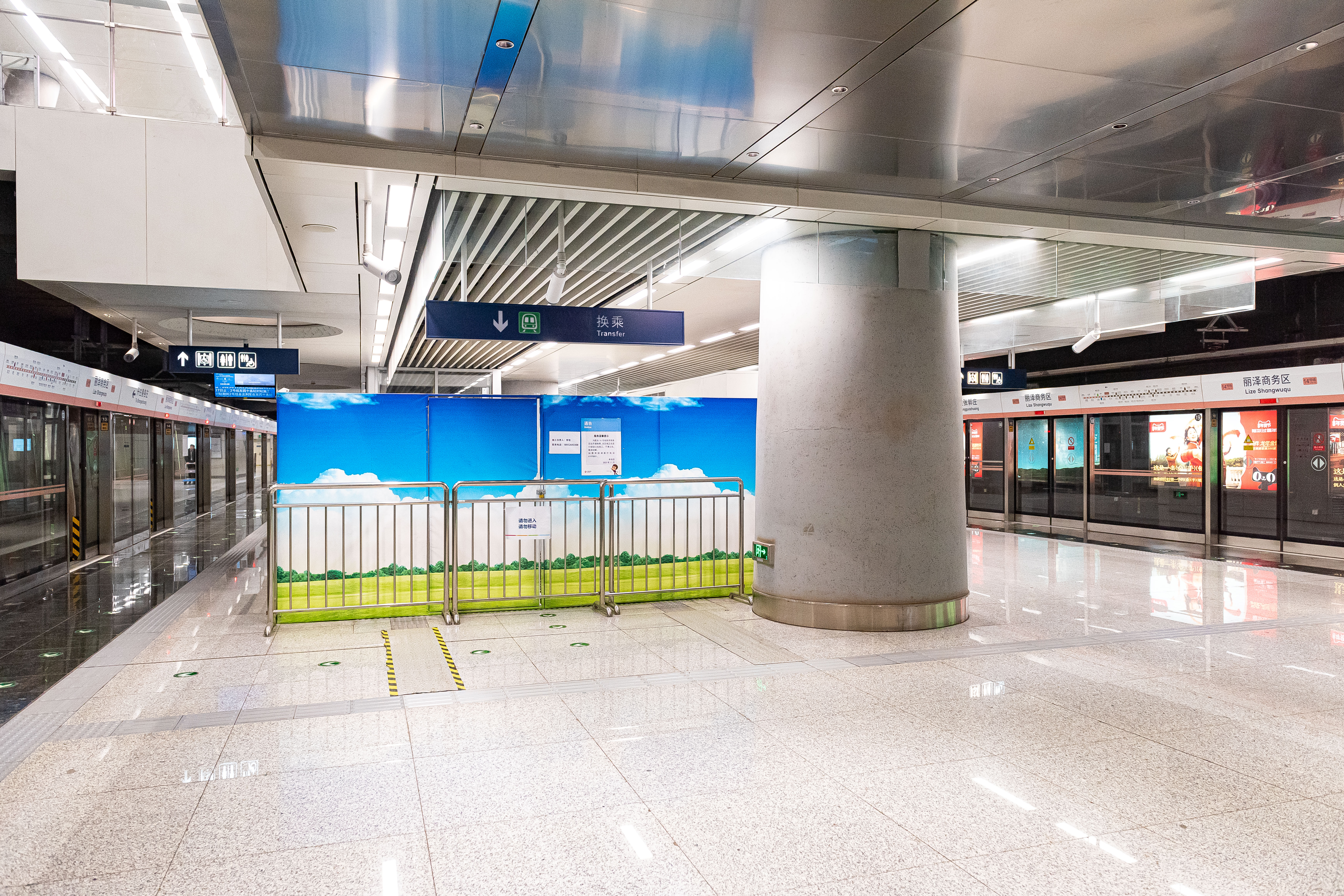
14호선 승강장, 16호선 환승 구역이 설치된 모습 (2024년 2월 3일)
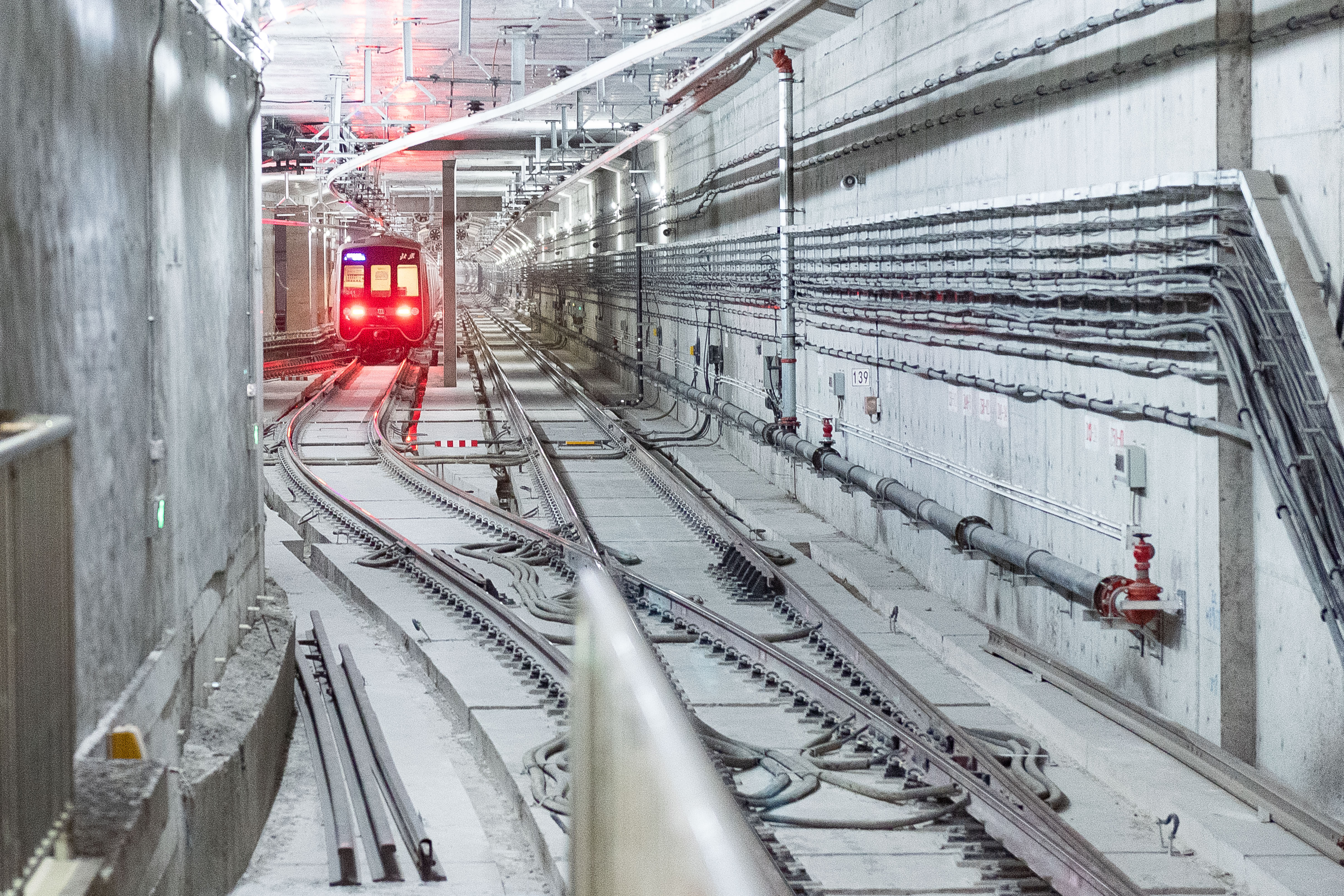
14호선 역 서쪽 회차선

## 출입구
이 역은 14호선 개통 시 5개의 출입구를 개방할 계획이었으며, 그 중 3개의 출입구는 주변 건물과 통합될 예정이다. 그러나 실제로 개통되면 출입구 A, B, D 3개만 개방될 예정이다. 2024년 5월 27일 현재 주변 건물을 연결하는 통로는 하나도 개방되어 있지 않다(14호선 역사 남동쪽 모퉁이에 있는 진탕국제금융빌딩 직원 전용 출입구 제외).
|                                       |                                    | |      |             |
|                                       |                                    | |      |             |
|                                       |                                    | |      |             |
| 출구                                  | 지시                               | 출구 인근 | 사진 | 무장애 시설 |
| ■ 14호선 ■ 16호선 ■ 다싱공항선에 연결 |                                    | |      |             |
| 出口 · A                              | 리쩌로(丽泽路)                     | |      |             |
| 出口 · B                              | 리쩌로(丽泽路)                     | 후이야 빌딩(汇亚大厦), 아시아태평양(그룹) 회계법인(亚太(集团)会计师事务所) |      |             |
| 내부 통로                             | 진탕국제금융빌딩(金唐国际金融大厦) | (직원카드 소지자에 한해 이용 가능, 주말 및 법정 공휴일은 휴무) |      | 빈칸        |
| 出口 · D                              | 희곡학원로(戏曲学院路)             | 중국 보험 빌딩(中华保险大厦), 서우창룽후 베이징 리쩌톈제(首创龙湖北京丽泽天街), 진상리엔허 빌딩(晋商联合大厦), 중국물류그룹유한공사(中国物流集团有限公司), 주지에 금융빌딩(聚杰金融大厦), 리쩌핑안 금융센터(丽泽平安金融中心), 원양·루이 센터(远洋·锐中心), 중국희곡학원(中国戏曲学院), 밍펑 빌딩(铭丰大厦), 통용기술그룹(通用技术集团) |      | 빈칸        |
| 出口 · D                              | 리쩌 SOHO(丽泽SOHO)                | 리쩌 SOHO 지하 1층(丽泽SOHO地下一层), 선큰 광장(下沉广场) |      | 빈칸        |
| 出口 · D                              | 리쩌 SOHO(丽泽SOHO)                | 리쩌 SOHO 지하 2층(丽泽SOHO地下二层) |      | 빈칸        |
| 아이콘 설명: 엘리베이터               |                                    | |      |             |

## 역사
14호선 초기 계획에는 리쩌로(丽泽路)와 롄화허 서로(莲花河西路) 교차로 서쪽에 "싼루쥐역(三路居站)"이 있었고, 이 역은 16호선과 환승하려는 계획으로, 예정된 16호선 역은 롄화허 서로 서쪽에 위치할 예정이었다. 2011년 16호선 사업 계획안이 승인되었을 때 관련 보고서에 역명 "리쩌 상무구(丽泽商务区)"가 등장하였다. 원래 계획된 14호선 싼루쥐역을 기준으로 역 위치가 서쪽으로 이동되어 14호선으로 16호선은 십자 교차 환승으로 변경되었다. 2015년 10월 14호선 중간구간 역명 계획이 발표되면서 이 역은 "리쩌 상무구역(丽泽商务区站)"으로 불리게 되었다.
당시 14호선 대부분의 역은 이미 2013년 5월 5일부터 2014년 2월 15일까지, 2014년 12월 28일부터 2015년 12월 26일까지, 2016년 12월 31일부터 2017년까지 구간이 완성되어 개통 및 운영을 시작하였다. 그러나, 리쩌 상무구역과 주변 상업 지하공간이 동시 통합 건설에 따라 해당 노선이 완공되어 개통될 때까지 리쩌 상무구역의 건설은 전혀 시작되지 않았다. 이에 따라, 14호선은 한때 장궈좡에서 시쥐까지 서부 구간, 베이징 남역에서 산궈좡까지 동부 구간을 유지하면서 시쥐역 ~ 베이징 남역까지 총 5개 역이 예정대로 동시 개통되지 못했다.
2016년 12월 24일부터 리쩌로는 공식적으로 폐쇄되고 리쩌 상무구역과 주변 지하 공간 및 리쩌로 쾌속로 건설을 수행하기 위해 공식적인 회로 차단 공사를 진행하였다. 이 기간 동안 차량은 건설된 베이징 서역 남로, 진중도우 남가(진중도우 남로), 리우춘로 ~ 롄화허로의 남쪽 확장을 통해 우회하게 되며, 북쪽에서는 임시로 통과하는 방식으로 변경되었다.
2020년 1월, 다싱공항 리쩌 터미널 계획은 설계 입찰 조직 작업을 시작했다. 동년 3월 리쩌 터미널 복합단지 통합 프로젝트의 프로그램 설계 입찰이 시작되었고, 동년 7월에 낙찰자가 결정되었다. 2020년 8월 21일, 베이징시 리쩌금융상무구 공고유한공사, 베이징 인프라 투자 유한회사에서 주도하는 터미널 복합 프로젝트에 대한 협력 기본 계약을 공동으로 체결했다. 14호선 리쩌 상무구역은 2020년 2월 20일 공사를 재개했다. 그러나, 역 토공사 굴착 중 진중도우로 구간에서 문화재가 발견되어 역사 건설이 중단되었고, 문화재 발굴 작업도 진행되었고 2021년 1월 16일까지 진행되었다가 동년 3월 16일부터 14호선 역 공사가 재개되었다.
2021년 4월 23일, 베이징 주요 프로젝트 건설본부 사무실은 인민일보 온라인 지도 게시판에 게시된 대중의 질문에 답변하고 14호선 리쩌 상무구역이 14호선의 나머지 구간과 동시에 개통되어, 2021년 말까지 14호선이 완전 개통할 것이라고 밝혔다. 2021년 5월 11일, 14호선 리쩌 상무구역에 있는 철구조물 Y자형 기둥 21개가 모두 인양되었다. 동년 28일에는 14호선 리쩌 상무구역 주요 구조물이 예정보다 이틀 앞서 폐쇄되었고, 이때 14호선의 나머지 역도 모두 폐쇄되었다. 9월 2일 14호선 나머지 구간의 스크린도어가 사전 인수를 성공적으로 완료하였고, 16호선 역사 남쪽 절반 부분은 같은 달 24일에 주요 구조물을 봉쇄하였다. 2021년 12월 3일, 14호선 리쩌 상무구역이 단위사업 승인을 통과했다.
2021년 12월 31일 첫 열차를 시작으로 이 역을 포함해 14호선의 나머지 5개 역이 개통하였다. 공사로 인해 원래 폐쇄되었던 리쩌로와 루오투오완가(骆驼湾街)사이에 진쩌 동로(金泽东路)가 운용을 재개하였다. 16호선 구간도 포장이 완료되어 보행자에게 개방되었다.
2022년 9월 27일, 베이징 투자 공사는 리쩌 터미널 종합 교통 허브 통합 프로젝트의 환경 영향 평가에 대한 대중 참여와 관련된 정보를 처음으로 발표하기 시작했다.
2022년 12월말 기준, 진행 중인 16호선 역 북부 기초갱 굴착과 주변 지하공간 개발사업, 다싱공항선 공사 등으로 인하여 16호선 열차는 무정차 통과한다.
2023년 2월 8일, 리쩌 터미널 종합 교통 허브 통합 프로젝트는 2차 환경 영향 평가 발표를 시작했다. 이날 발표된 초안 보고서에 따르면 해당 프로젝트는 2023년 3월 착공해 2025년 12월 완료될 예정이라고 밝혔다.
2023년 12월 말 기준, 16호선 리쩌 상무구역 승강장 북쪽에서 울타리 공사가 아직 진행 중으로, 16호선 잔여 구간 개통 후 공개된 첫차와 막차 시간표에는 리쩌 상무구역에 대한 언급이 없다. 2023년 12월 30일 16호선 쑤저우제, 훙타이좡, 완핑청역이 개통한 후, 아직 개통되지 않은 16호선 리쩌 상무구역이 16호선에서 가장 늦게 개통되는 역이 될 것이다.
2024년 1월 중순, 16호선 역 북쪽 울타리가 철거되었다. 같은 달 20일 이전에는 14호선 역사 북쪽에서 16호선 북쪽 대합실을 덮고 있던 가벽이 철거되었다.
2024년 2월, 16호선 일부 열차에 게시된 베이징 지하철 노선망 지도에도 이 역의 환승 표지판 수정 및 창핑선 주팡베이역을 반영하여 게시되었다.
2024년 5월 27일, 이 역에서 리쩌 SOHO 간 연결 통로가 개통되었다.
2025년 1월 초, 이 역에서는 16호선 승강장을 포함한 역 구조도를 재게시하였고, 16호선 승강장 청소를 재개하였다. 1월 9일부터 많은 직원들이 이 역에 바닥 스티커와 기타 표지판을 게시했다. 이 역의 16호선 구간은 당초 1월 12일 개통 예정이었으나 불명의 이유로 19일로 연기되었다.
2025년 1월 19일, 이 역의 16호선이 부분적으로 개통되어 베이징 지하철 노선망의 환승역 수가 99개로 늘어났다.

## 공정 사진

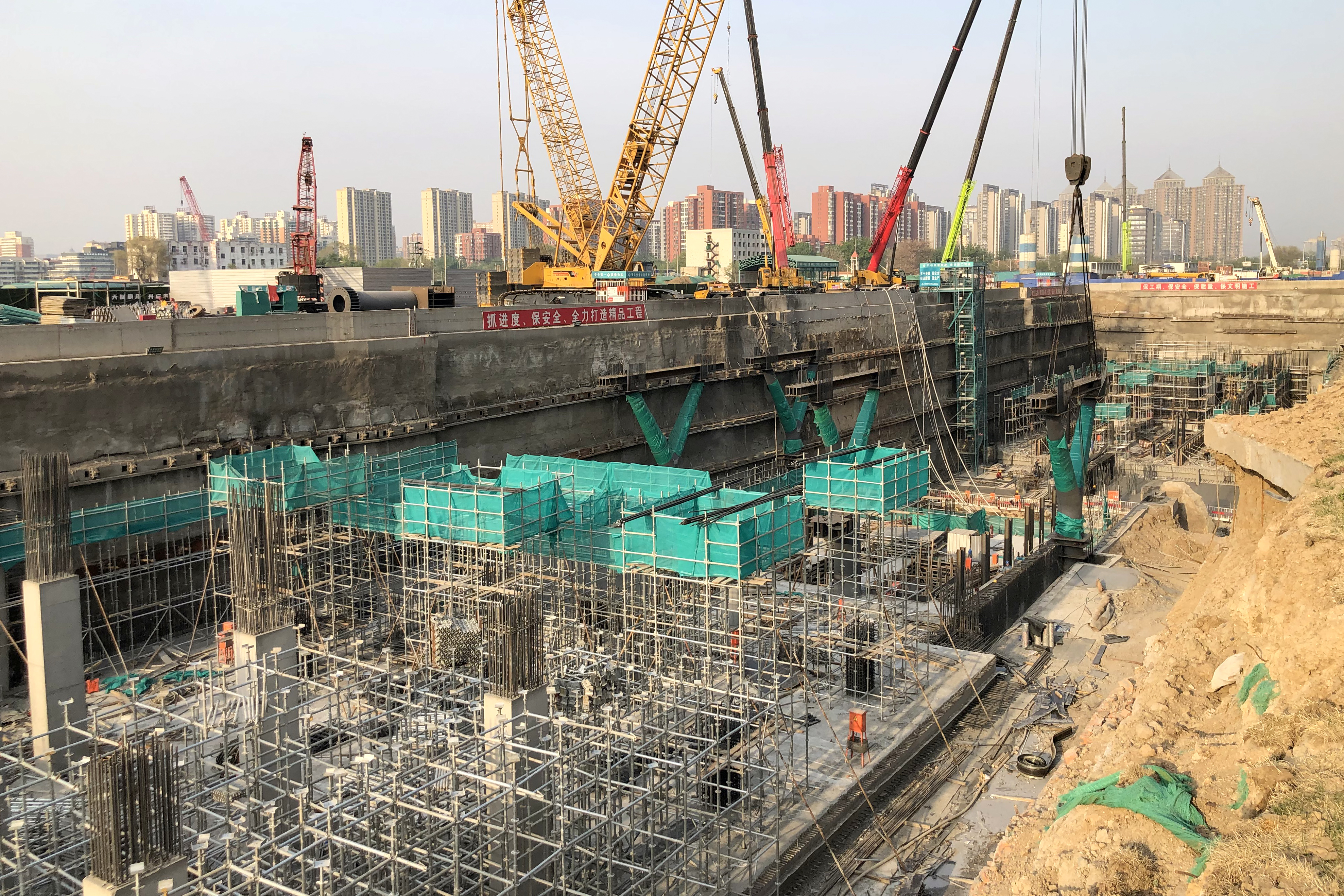
14호선 역 건설 현장 (2021년 4월 촬영)
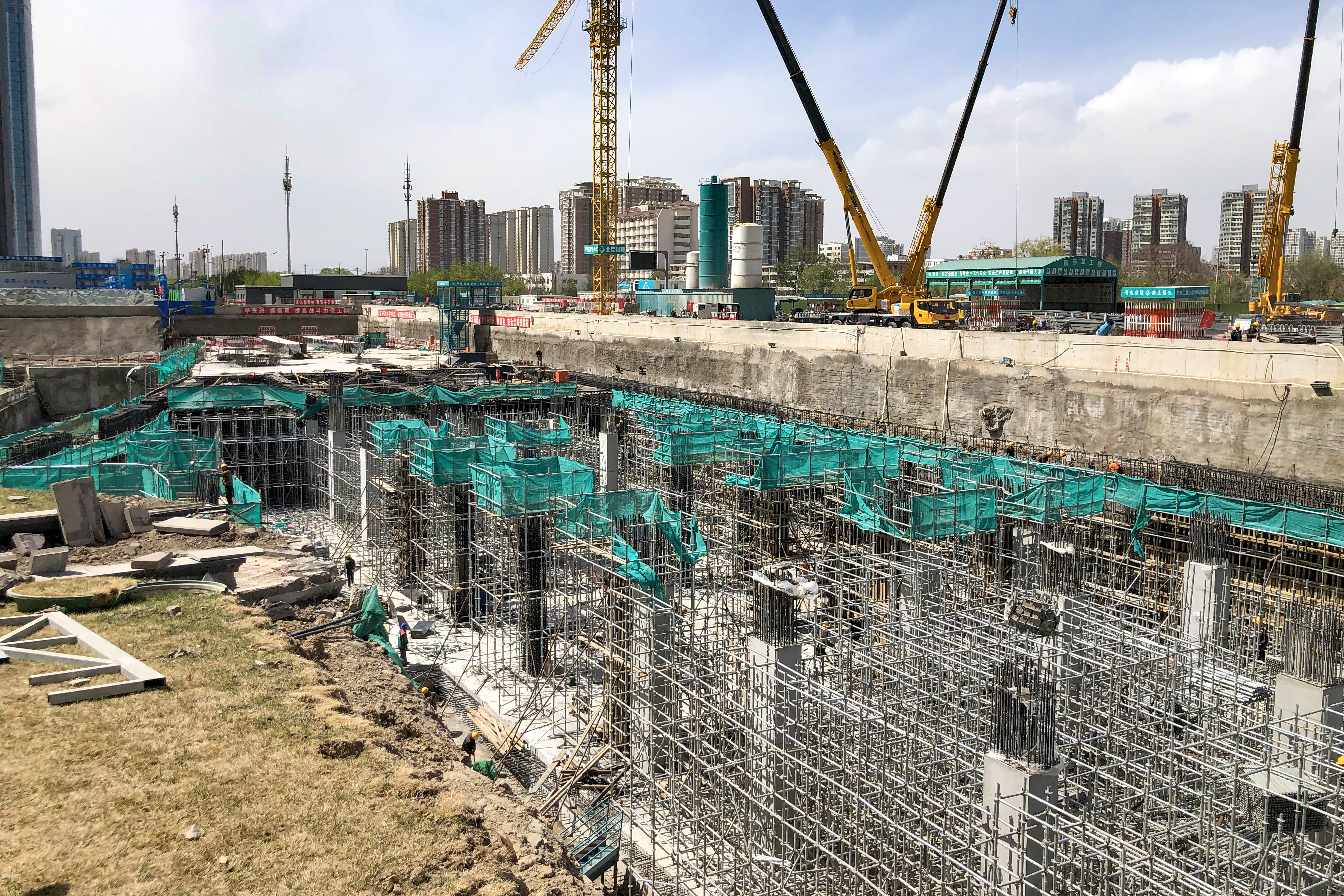
14호선 역 서쪽 건설 현장 (2021년 4월 촬영)
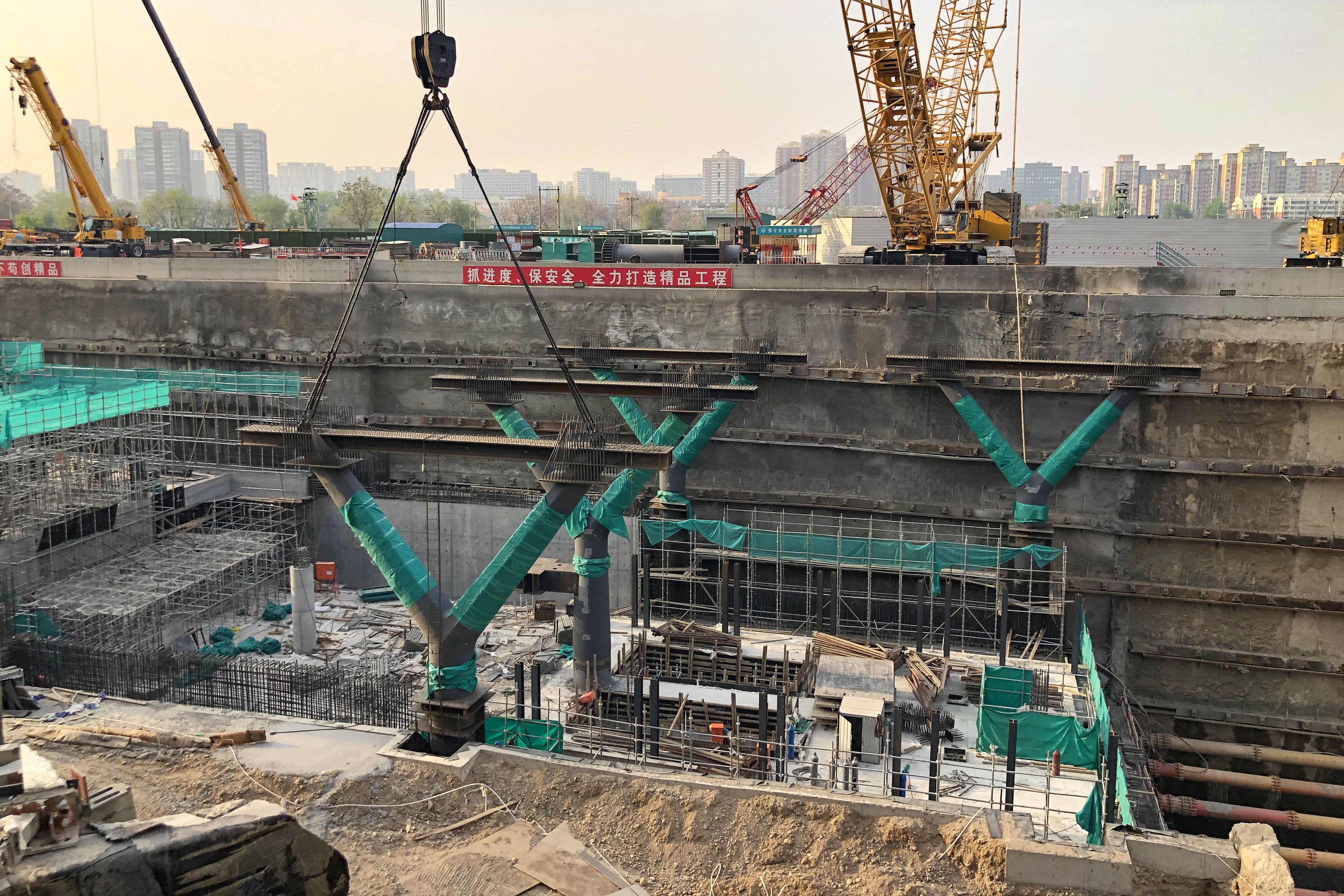
Y자 기둥이 설치되고 있는 14호선 역 (2021년 4월 촬영)
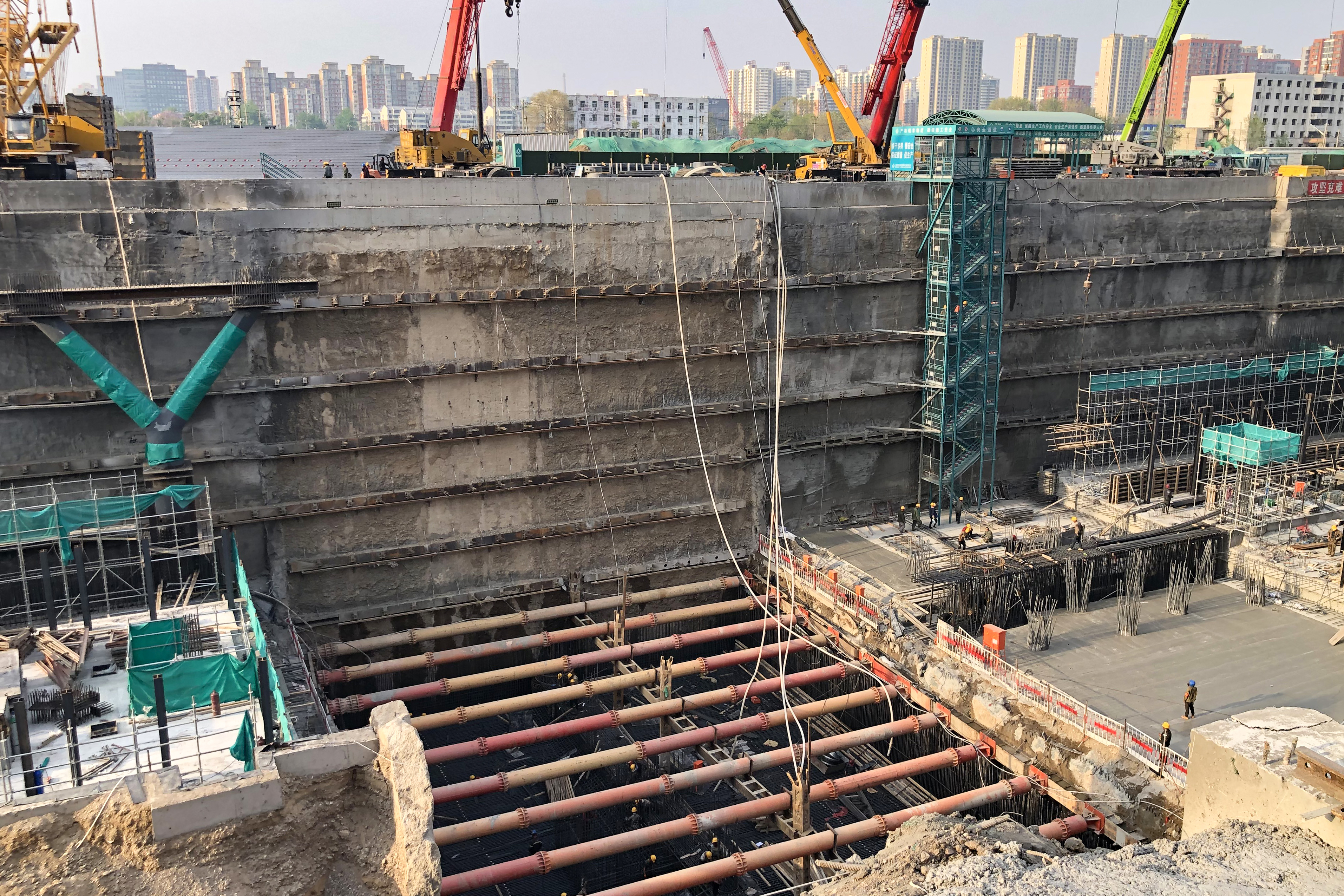
14호선 역 구조 중간 부분 (2021년 4월 촬영)
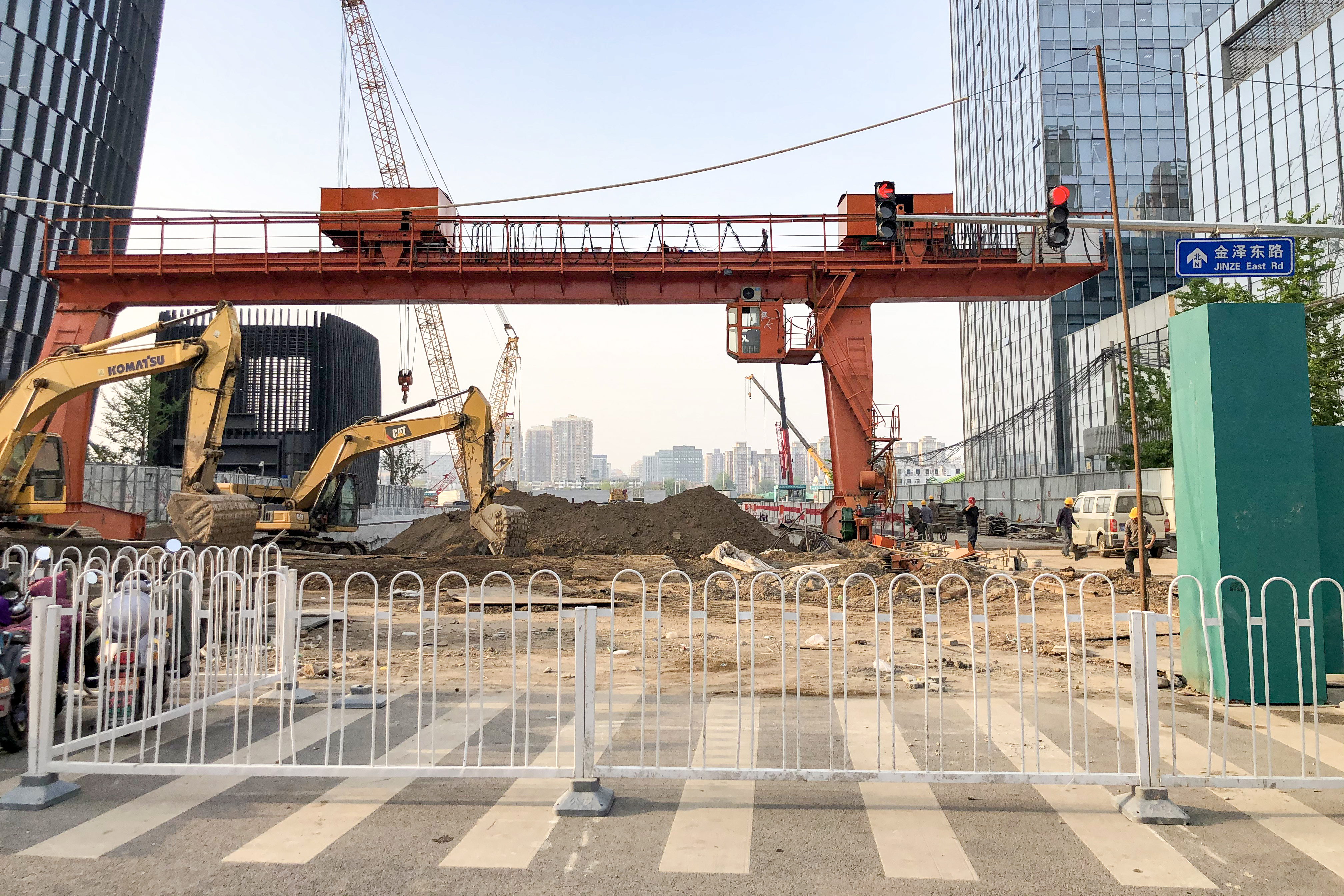
지하철 공사로 인해 진쩌 동로 북쪽 구간 폐쇄 모습 (2021년 4월 촬영)
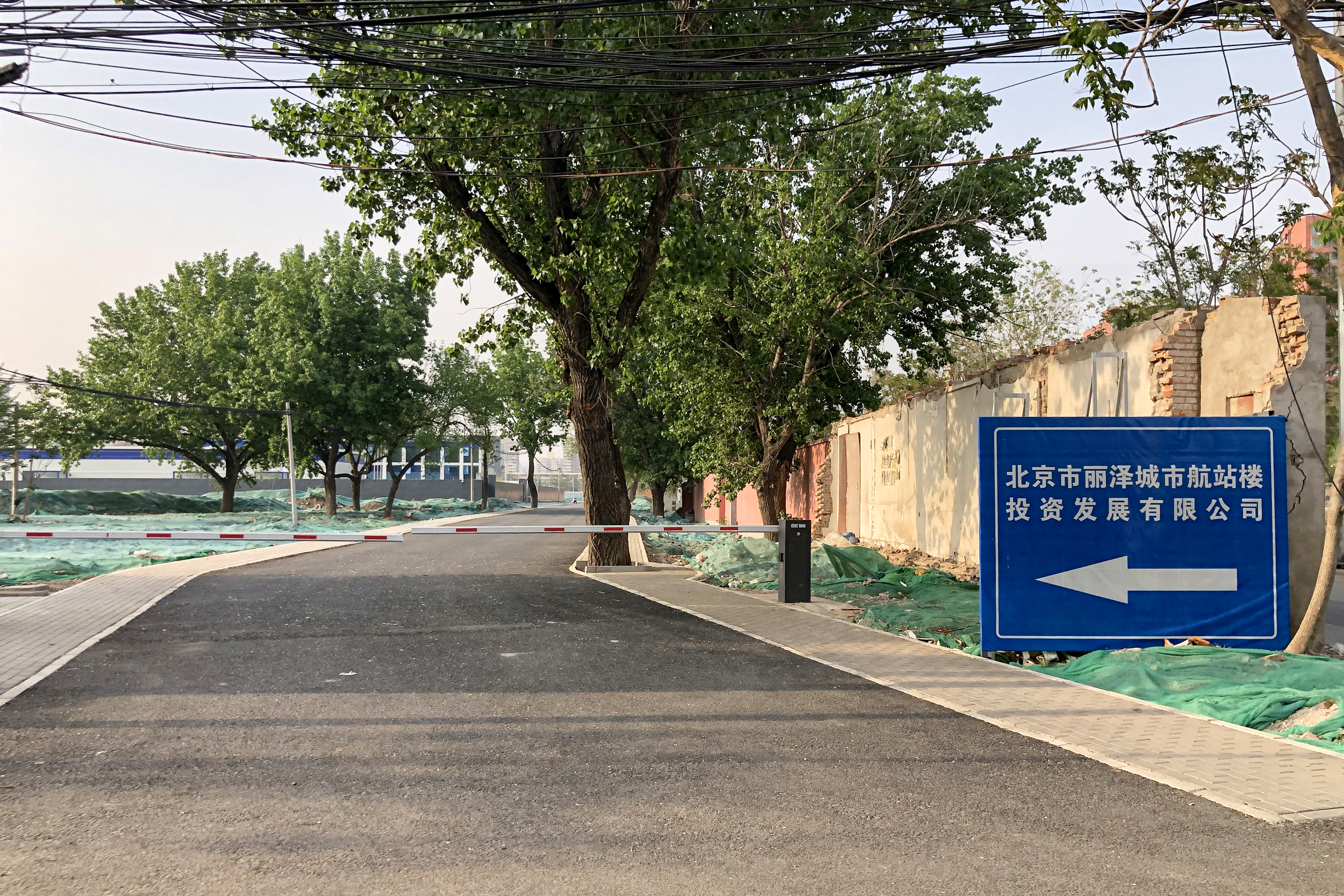
다싱 공항선 건설 현장 동쪽에 위치한 베이징 리쩌 터미널 투자 개발 유한회사 (2021년 4월 촬영)
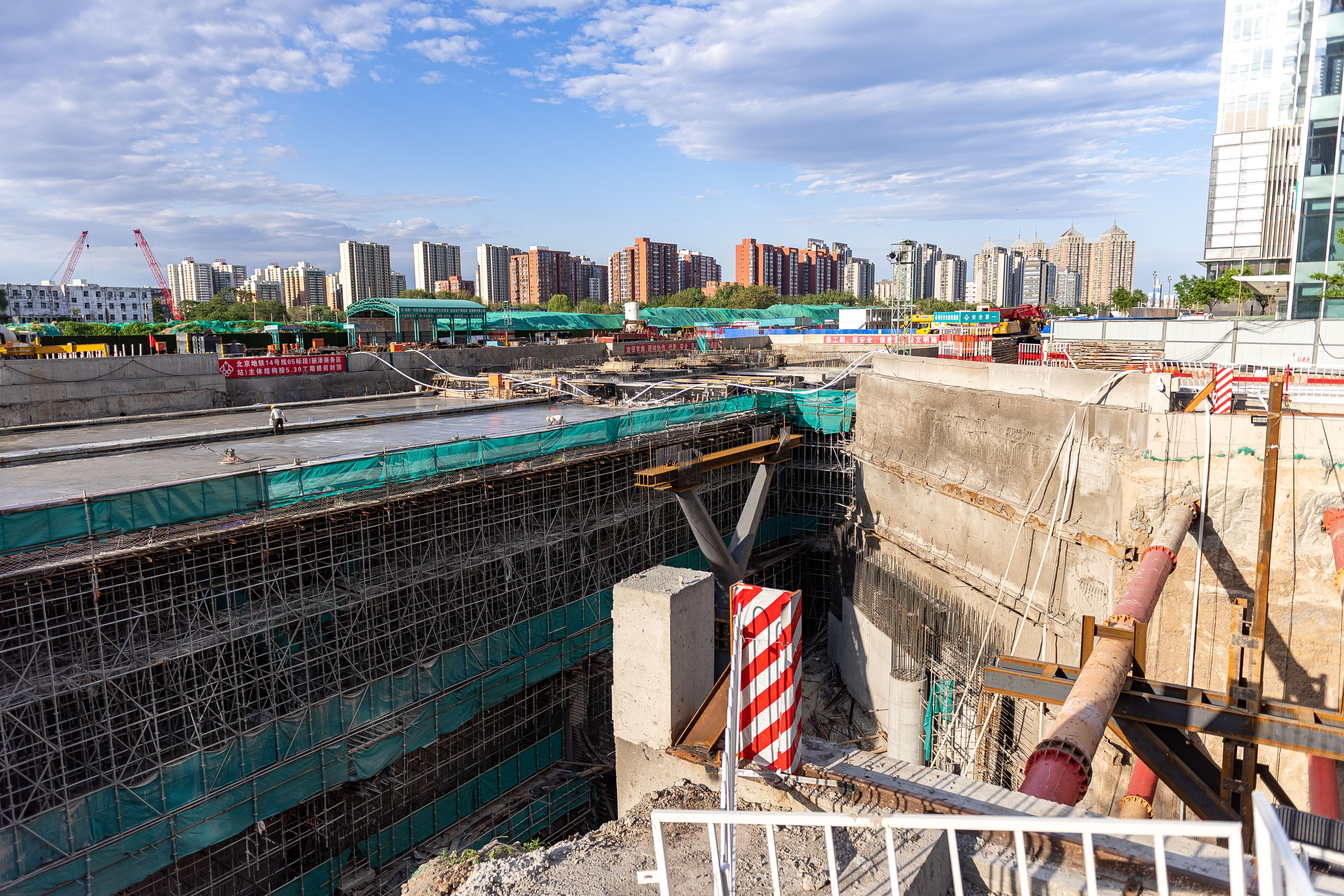
14호선 역사 건설 현장, 사진 오른쪽이 16호선 역사 남쪽 절반부
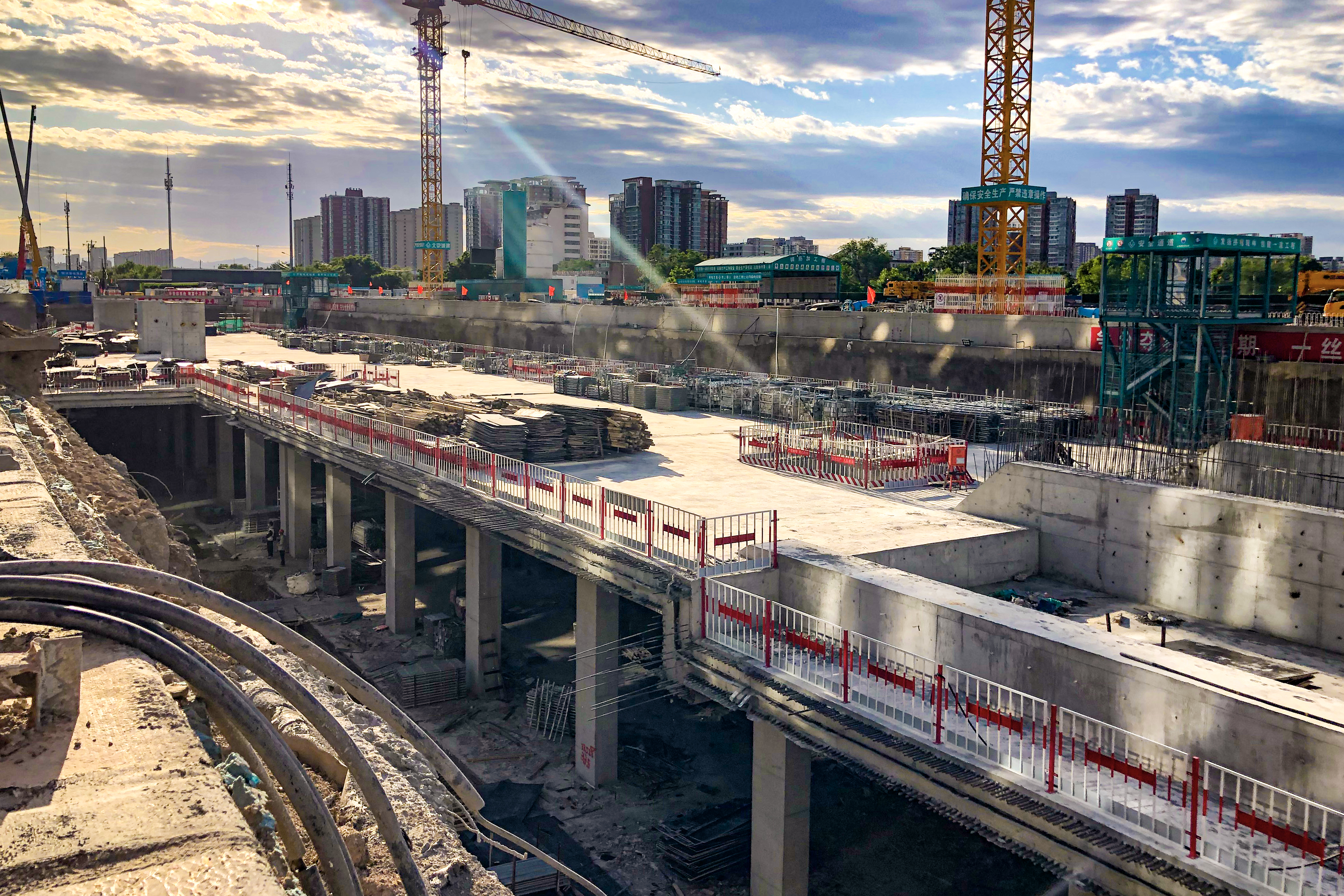
지붕이 덮인 14호선 역 서쪽 건설 현장 (2021년 5월 촬영)
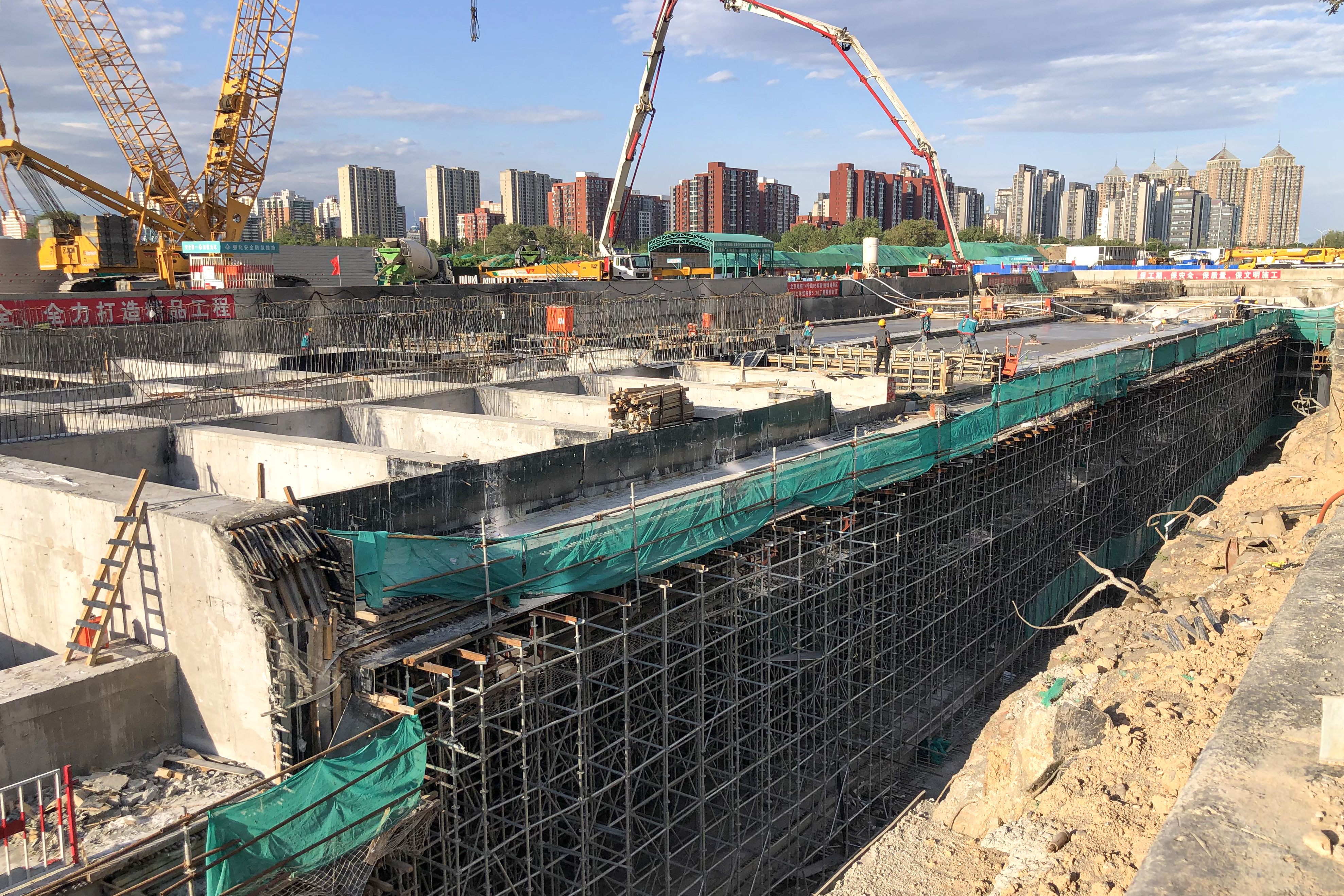
지붕이 덮인 14호선 역사 건설 현장 (2021년 5월 촬영)
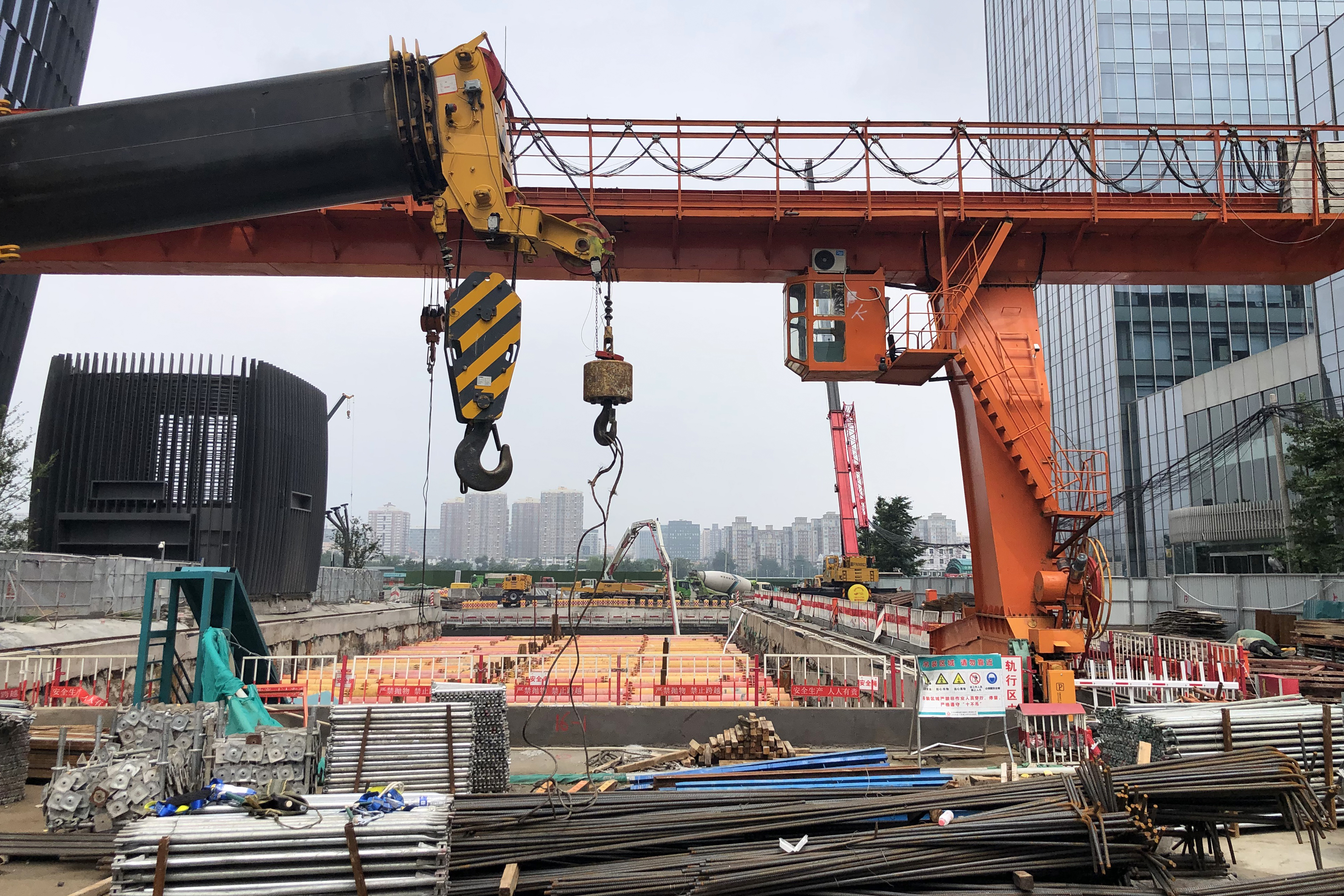
진쩌 동로 폐쇄 구간 및 16호선 역 남쪽 절반 (2021년 7월 19일 촬영)
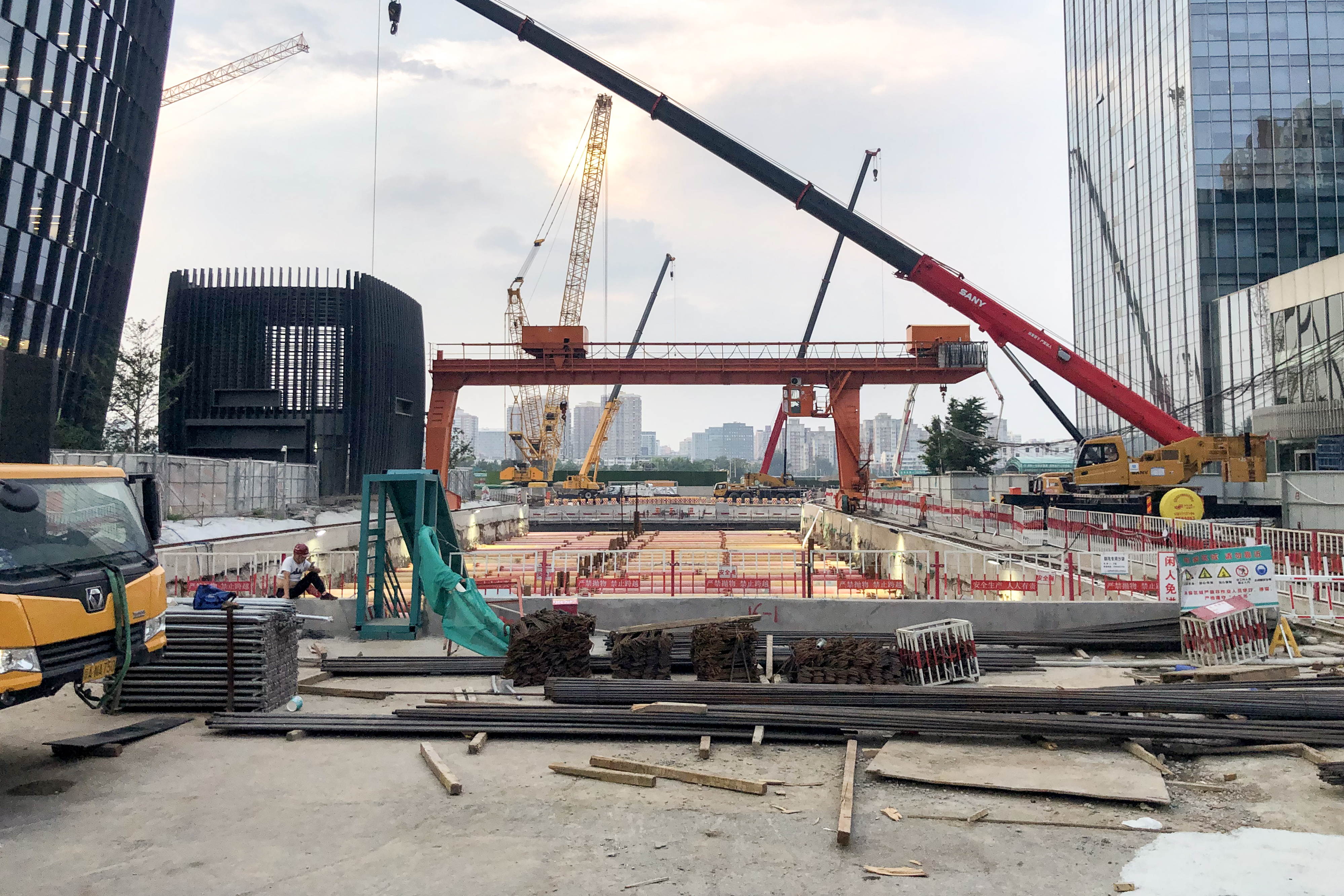
진쩌 동로 폐쇄 구간 및 16호선 역사 건설 현장 남쪽 절반 (2021년 7월 25일 촬영)
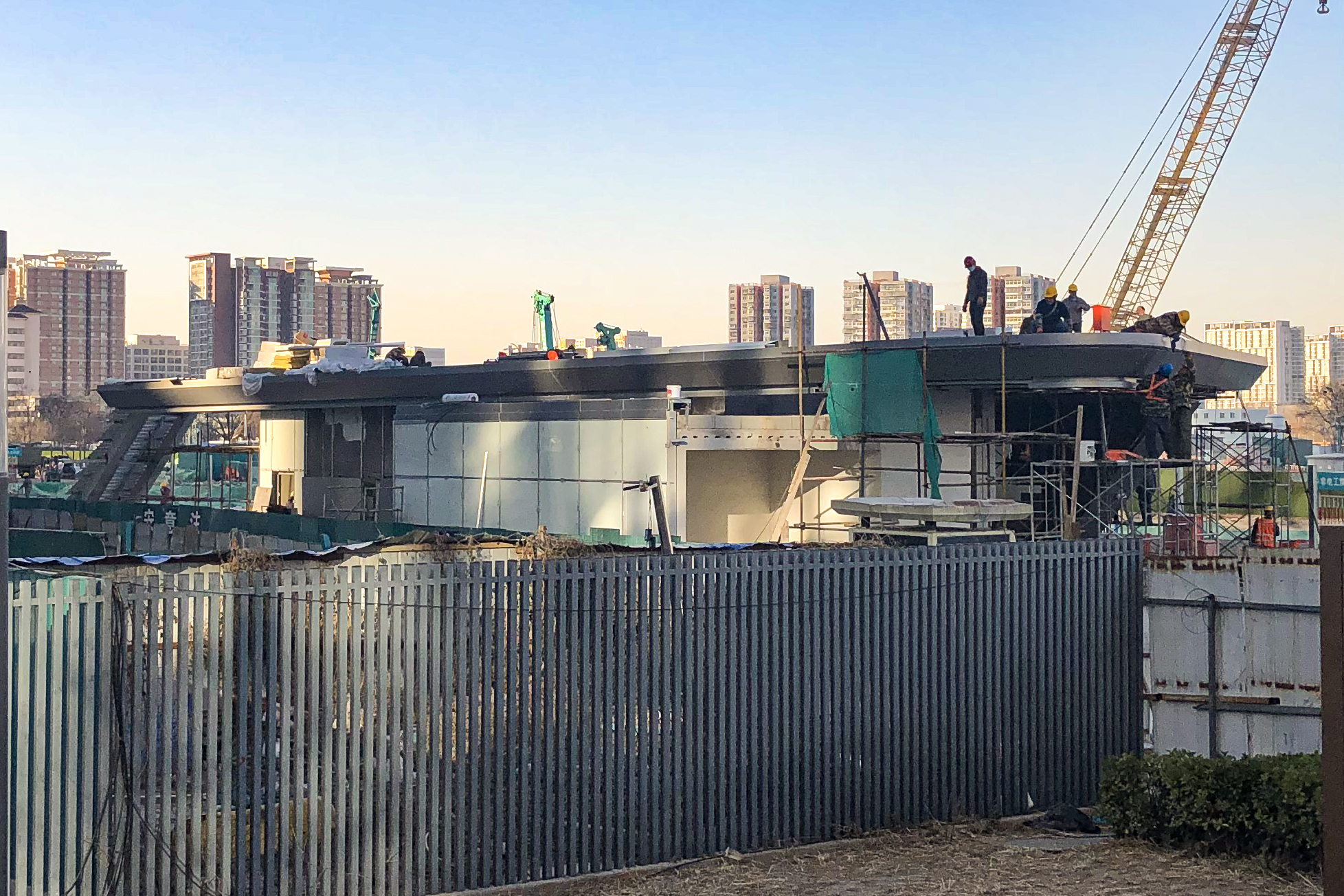
건설 중인 B출입구 (2021년 12월 4일 촬영)
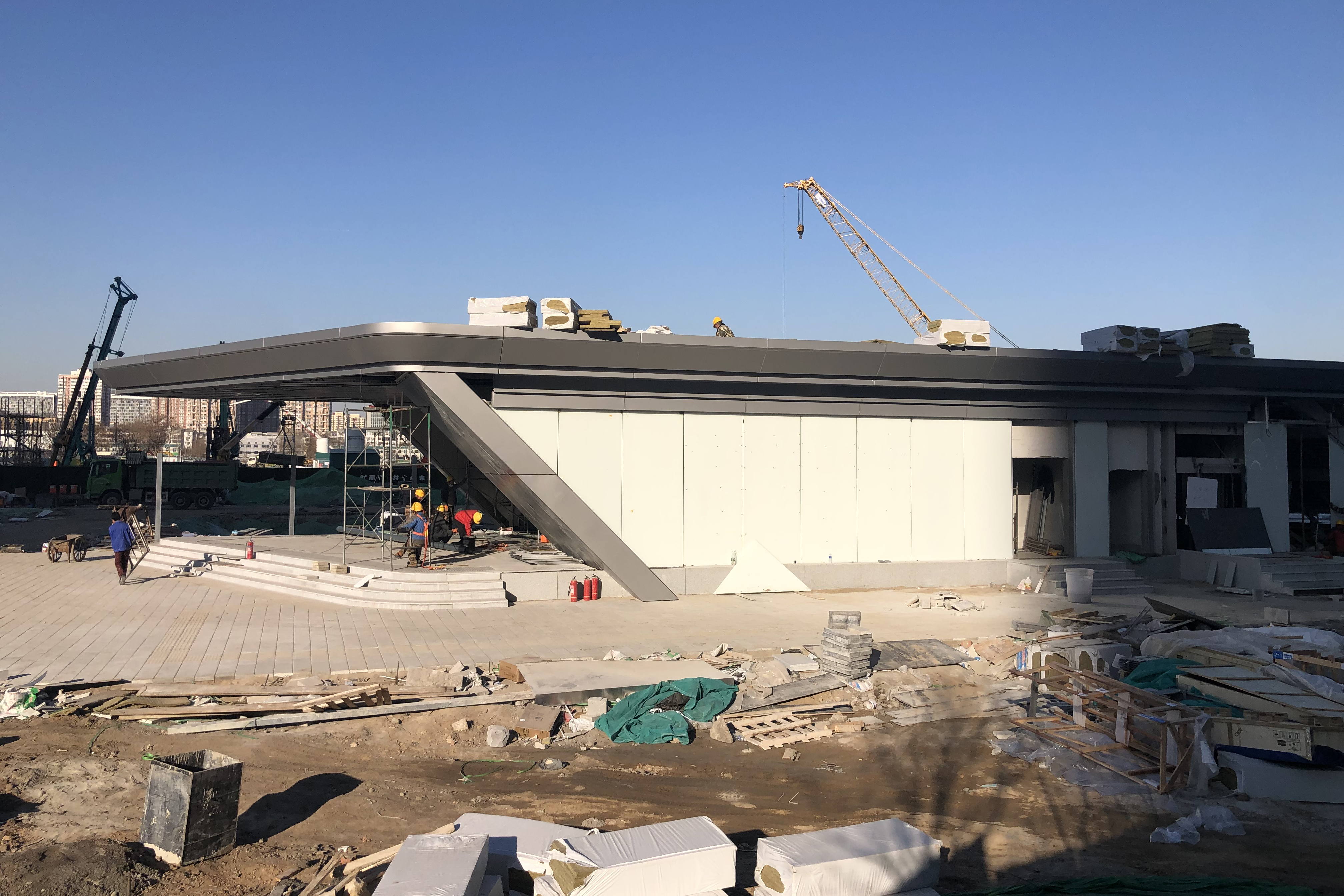
건설 중인 A출입구 (2021년 12월 4일 촬영)
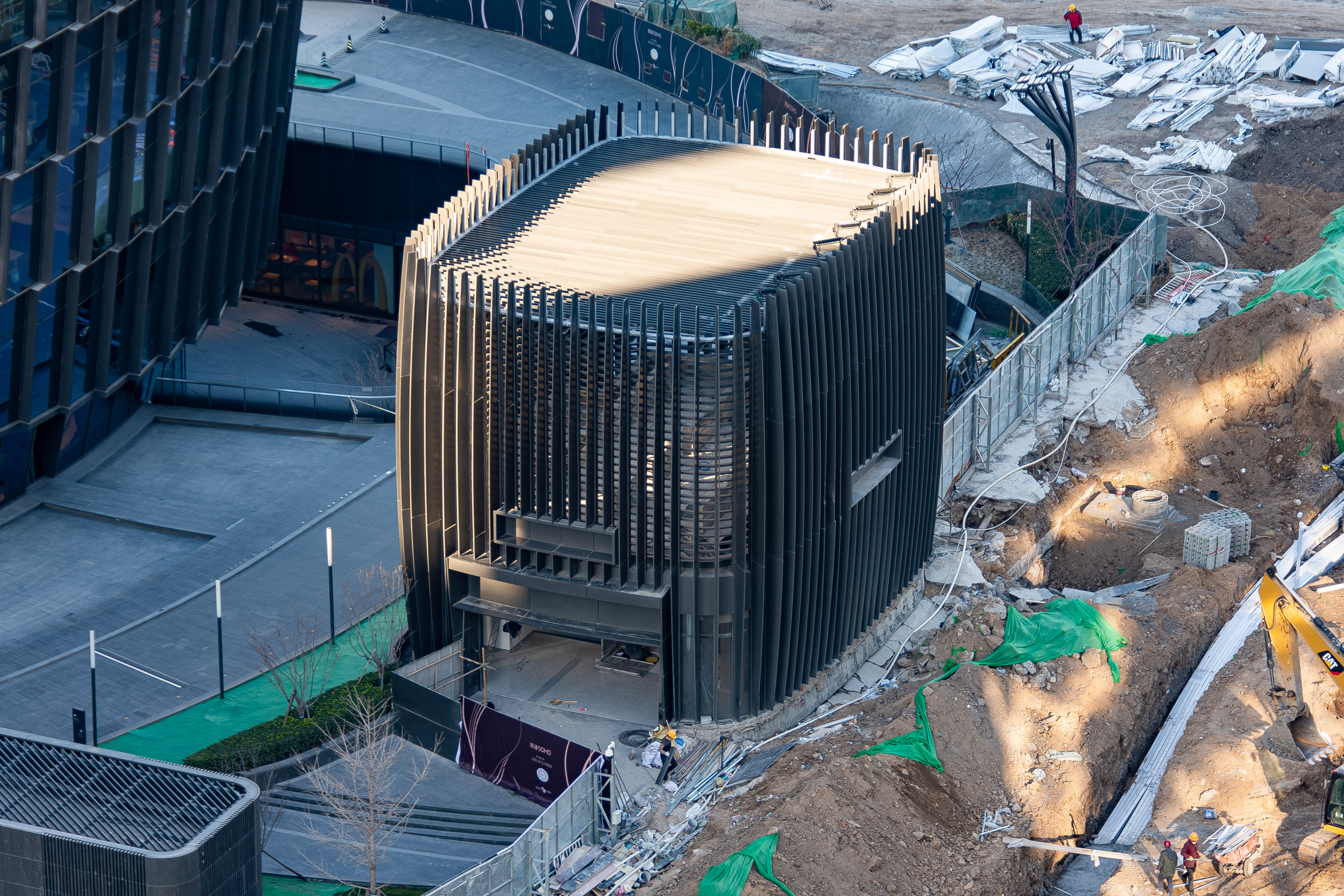
건설 중인 D출입구 (2021년 12월 4일 촬영)
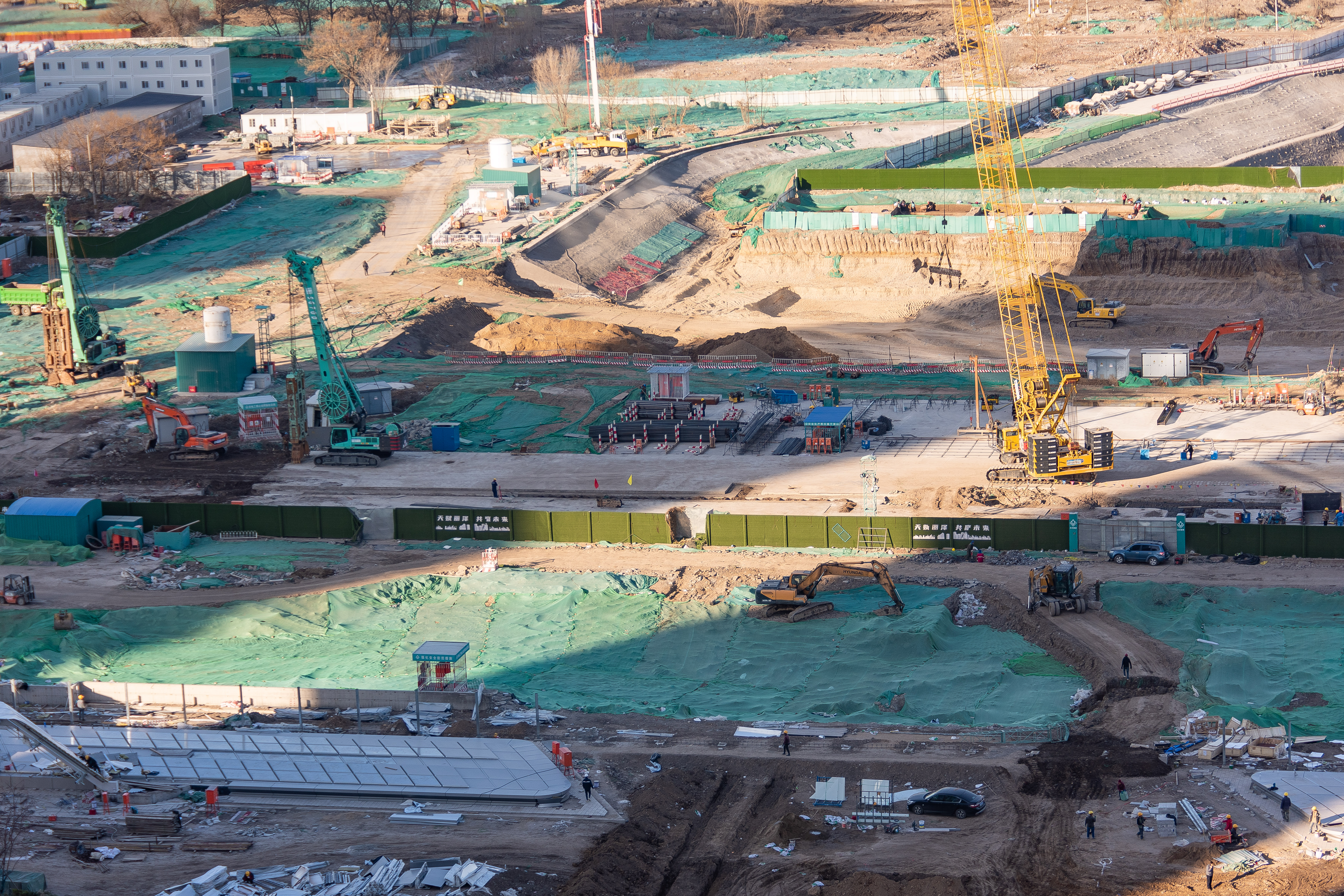
역사 건설 현장 북쪽 절반 (2021년 12월 4일 촬영)
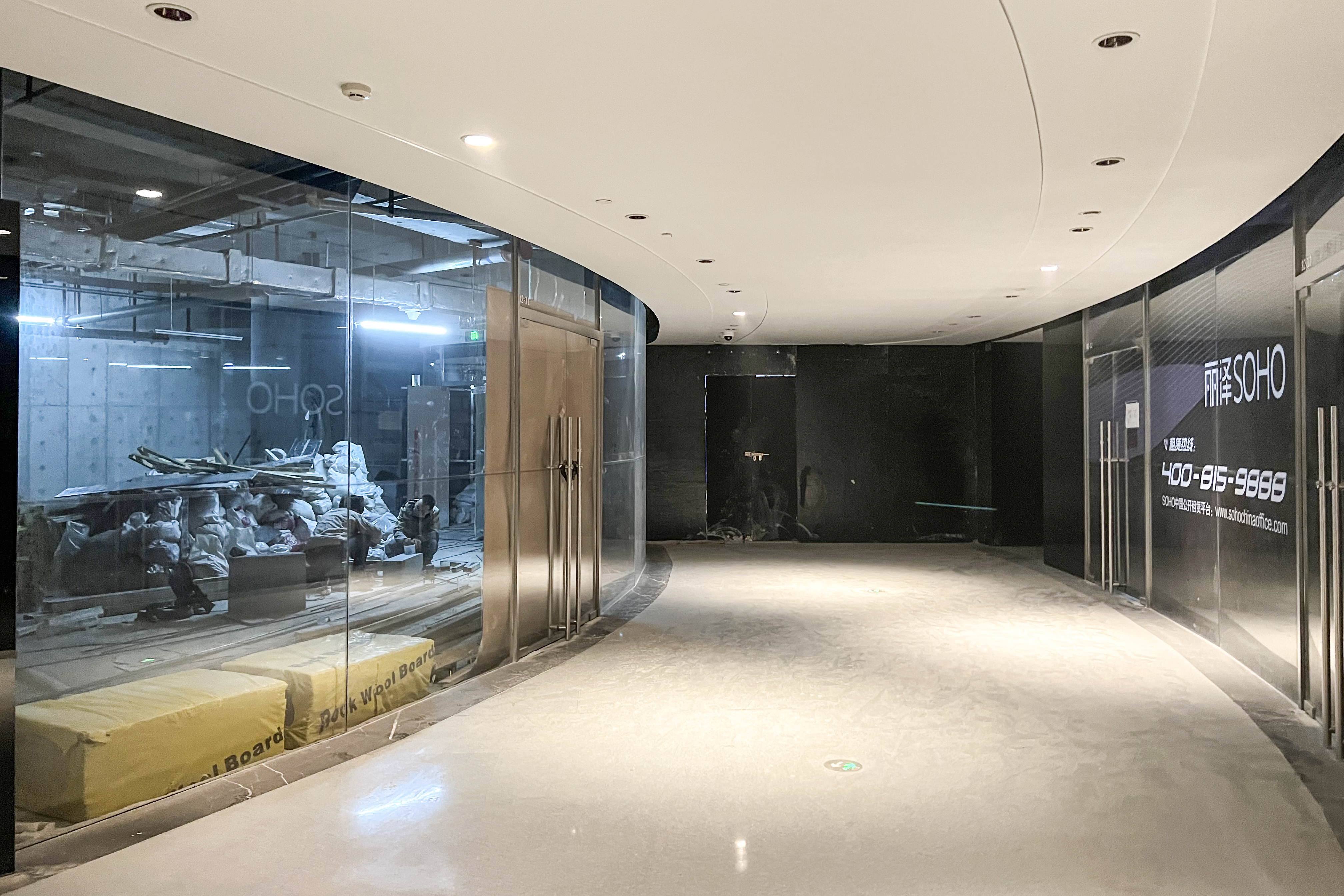
리쩌 SOHO 연결 통로에 예정된 지하 2층 지하철 입구 (2021년 12월 15일 촬영)
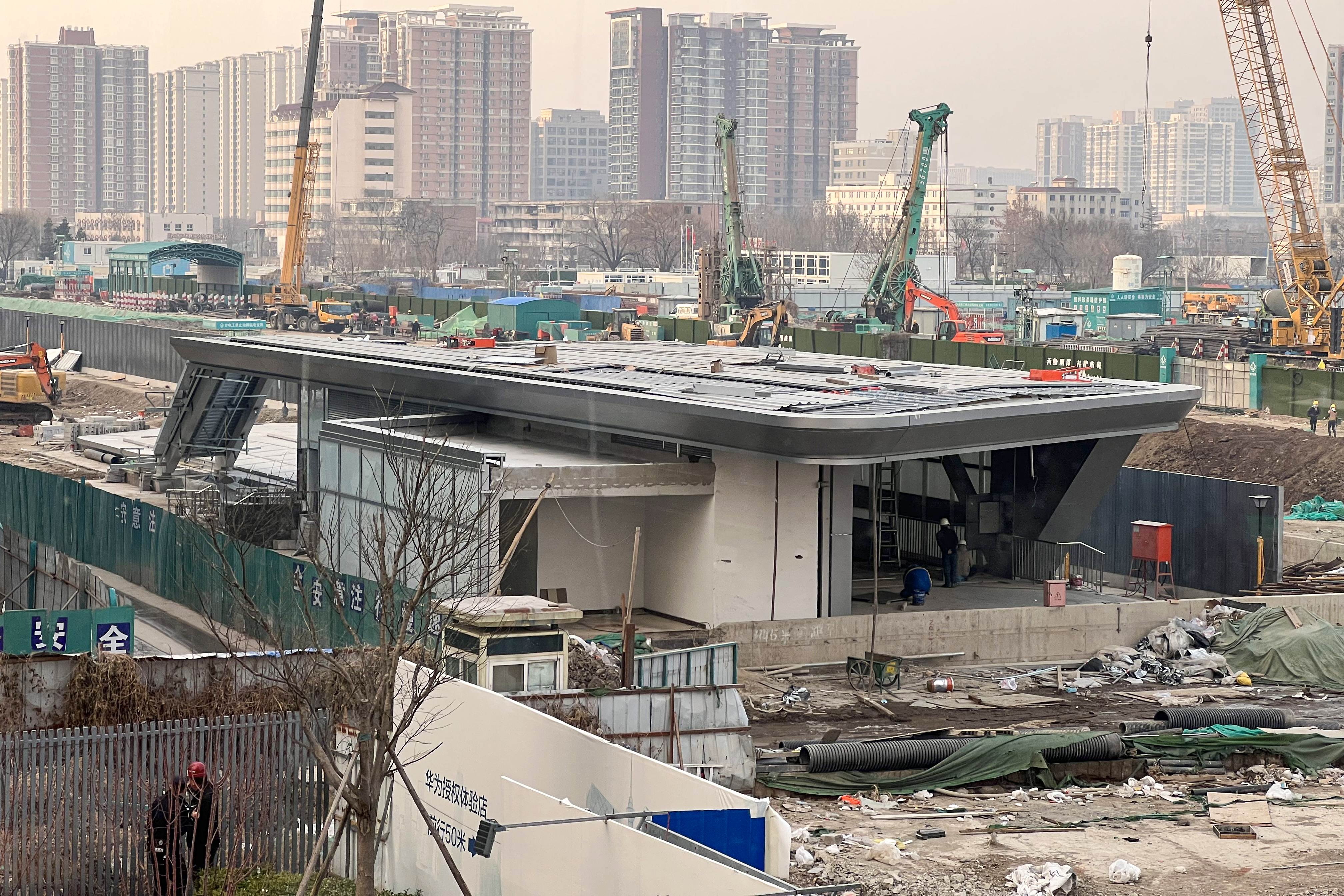
건설 중인 B출입구 (2021년 12월 15일 촬영)
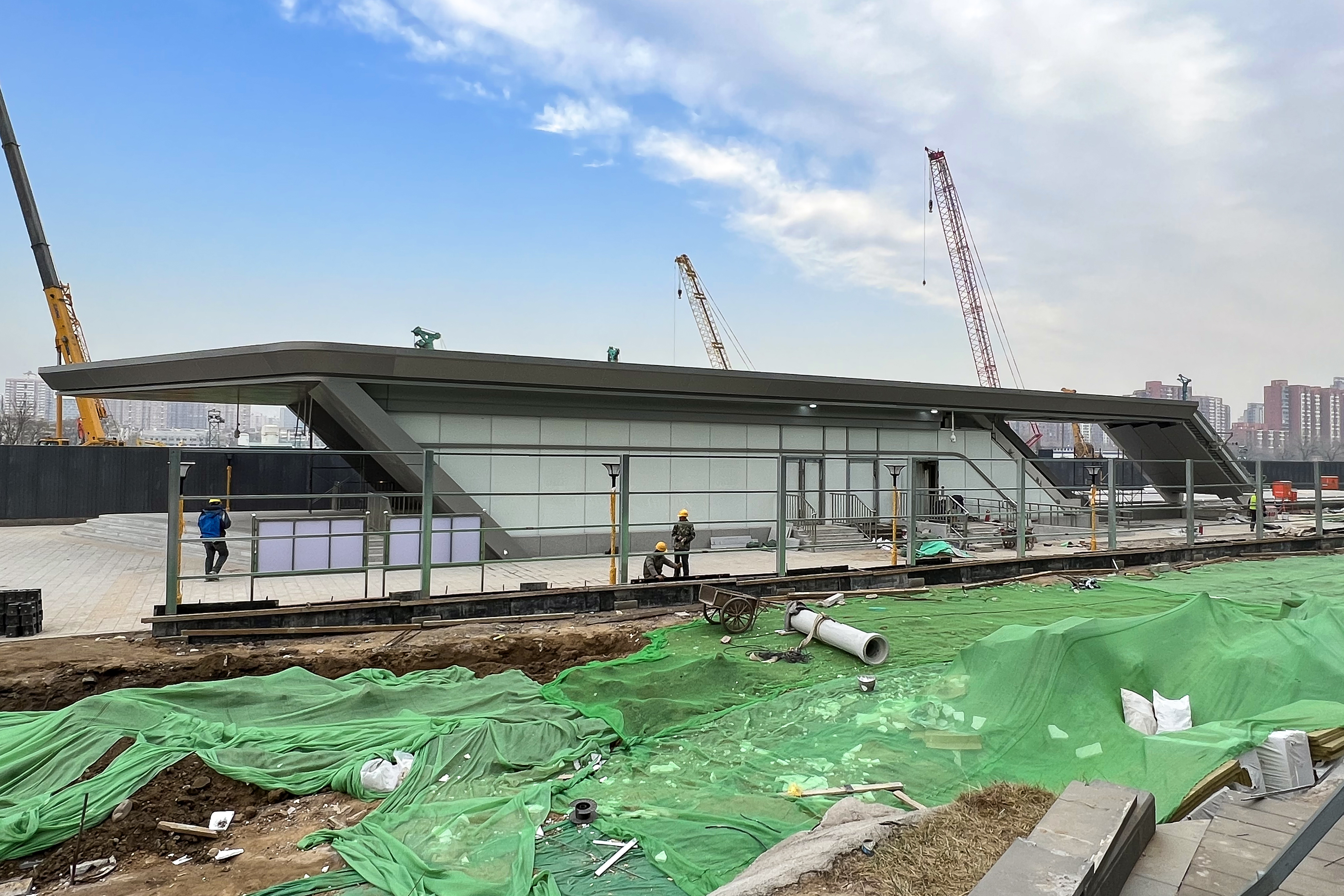
건설 중인 A출입구 (2021년 12월 15일 촬영)
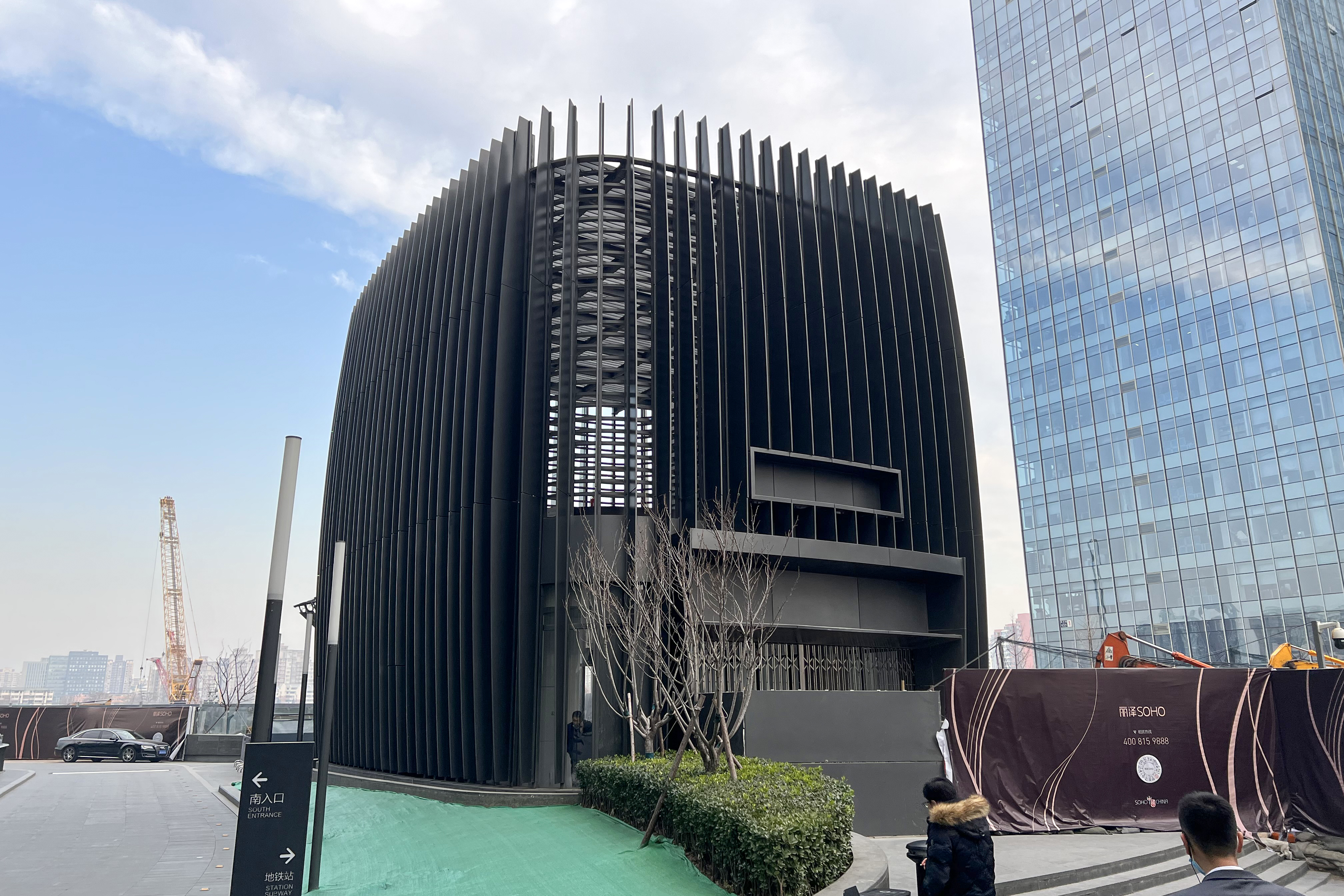
건설 중인 A출입구 (2021년 12월 15일 촬영)
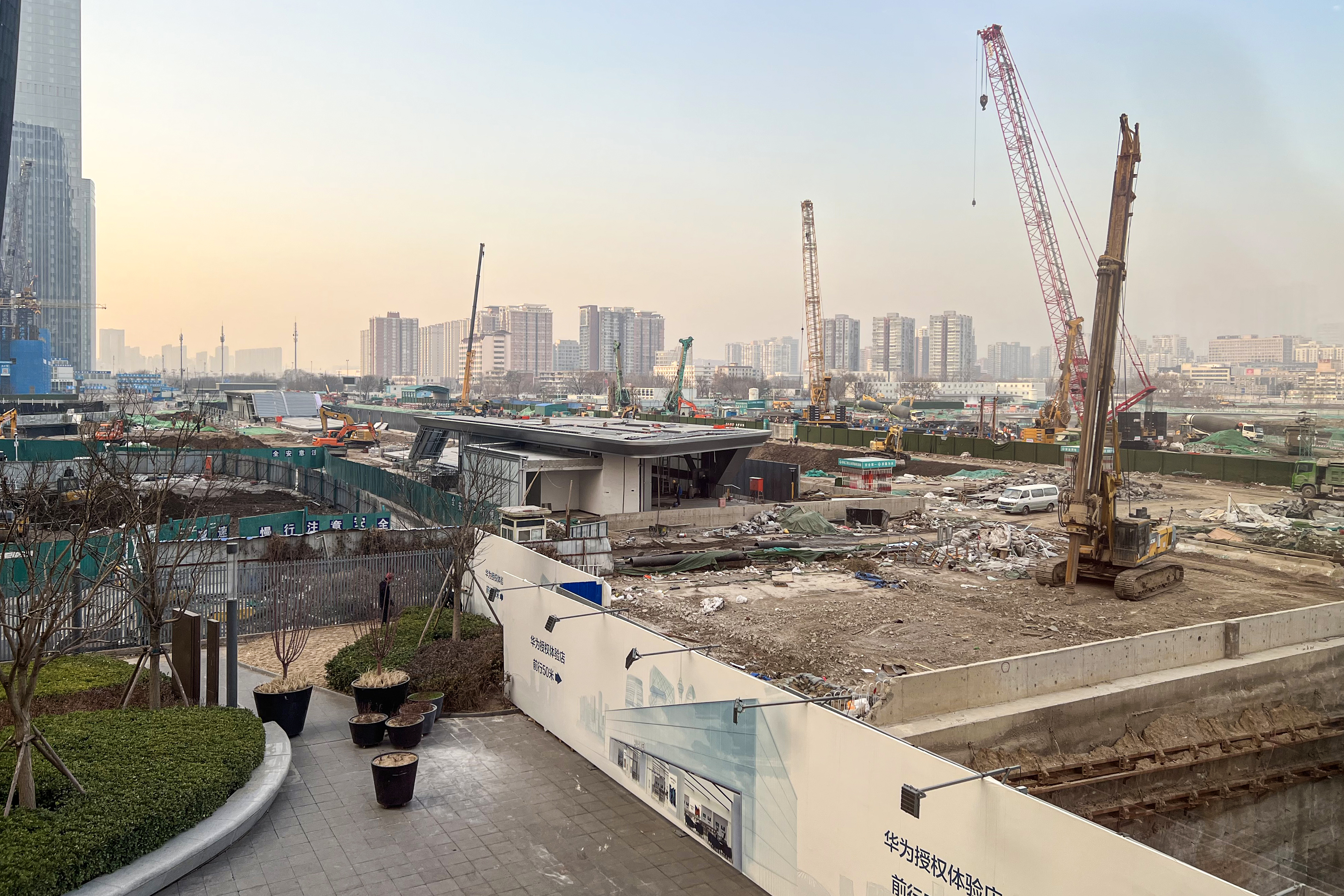
역사 건설 현장, 오른쪽이 건설 중인 리제 톈가 선큰 광장 (2021년 12월 15일 촬영)
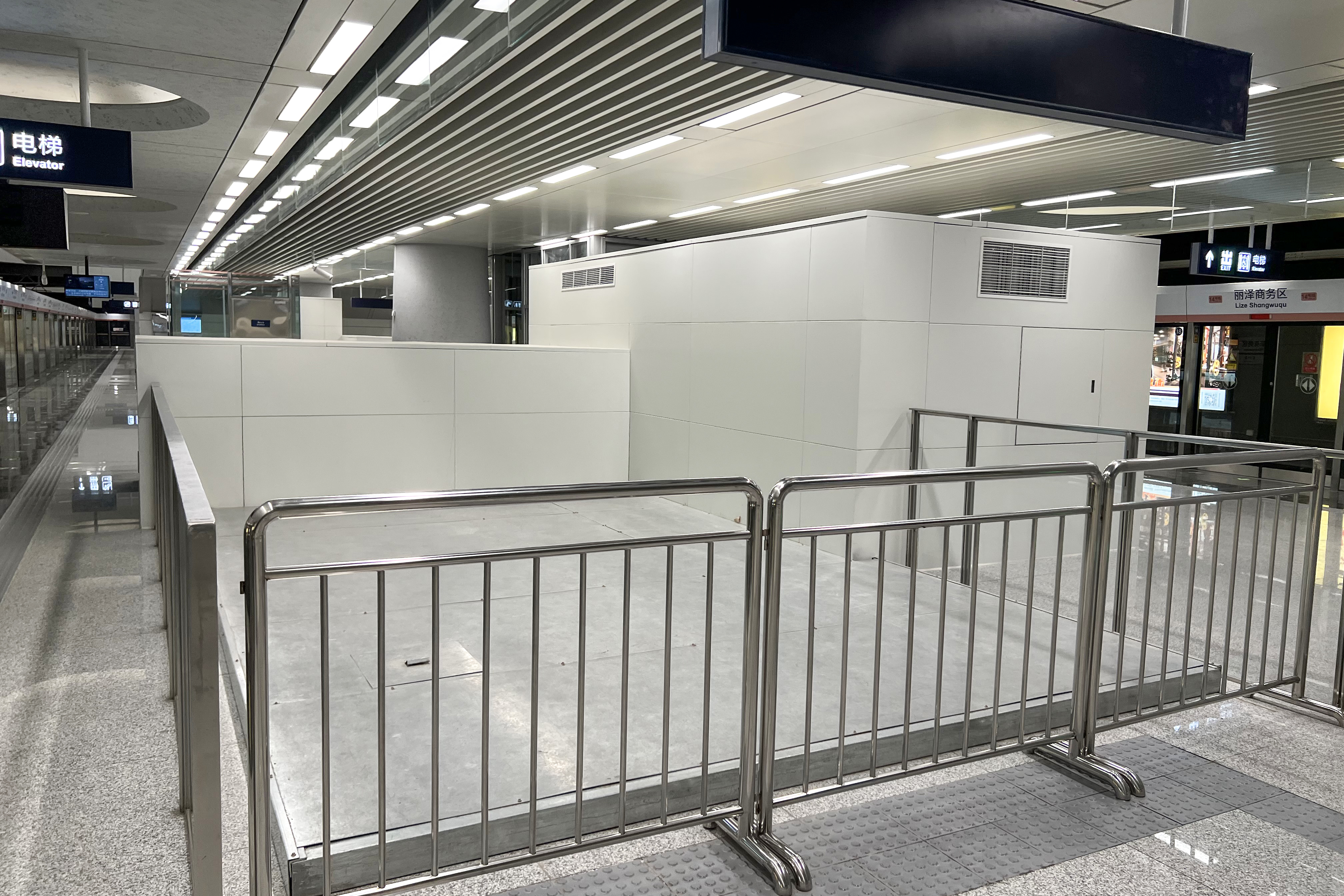
14호선 승강장 내 16호선 환승 노드 (2022년 1월 2일 촬영)
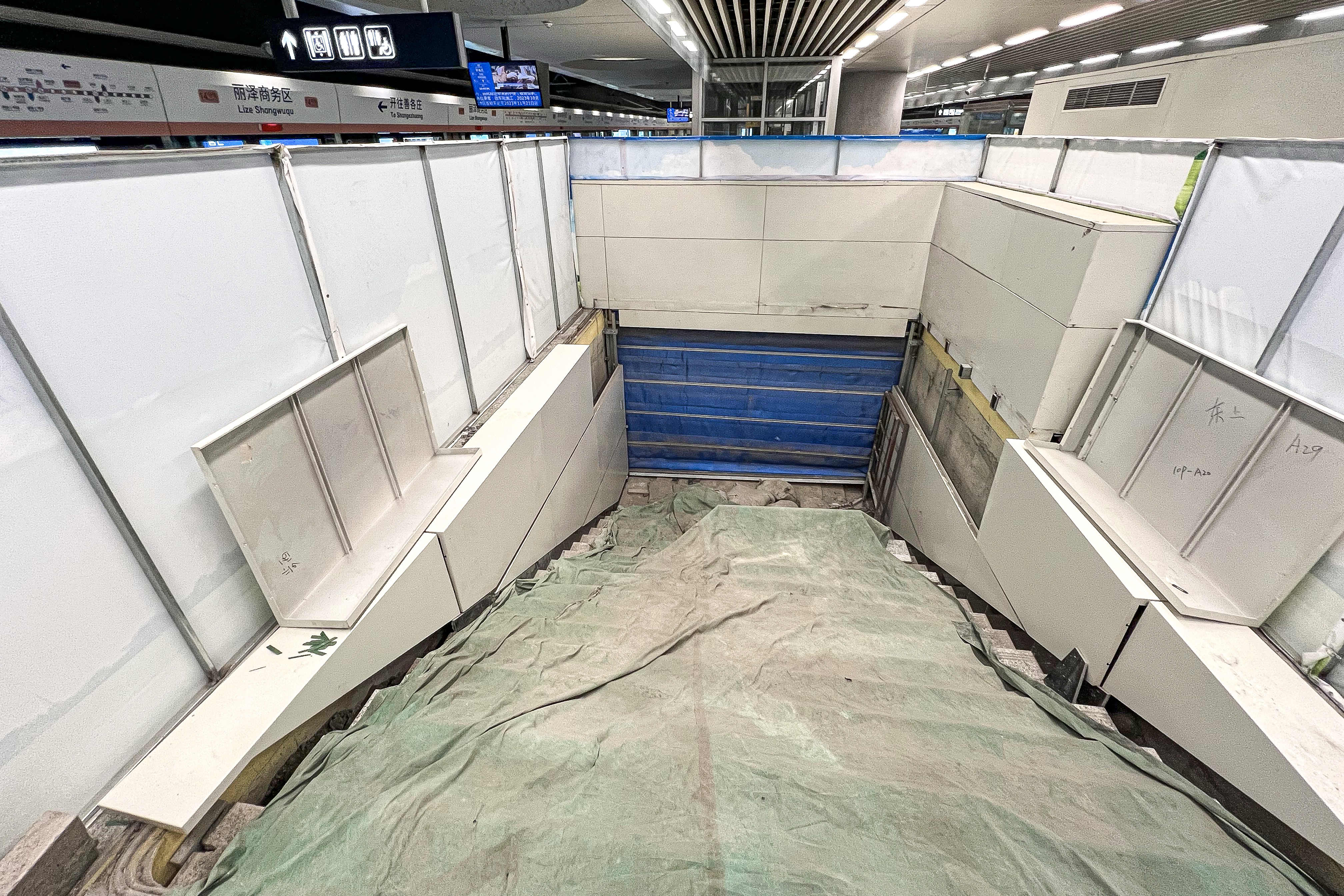
14호선 승강장 내 16호선 환승 노드 (2023년 11월 21일 촬영)
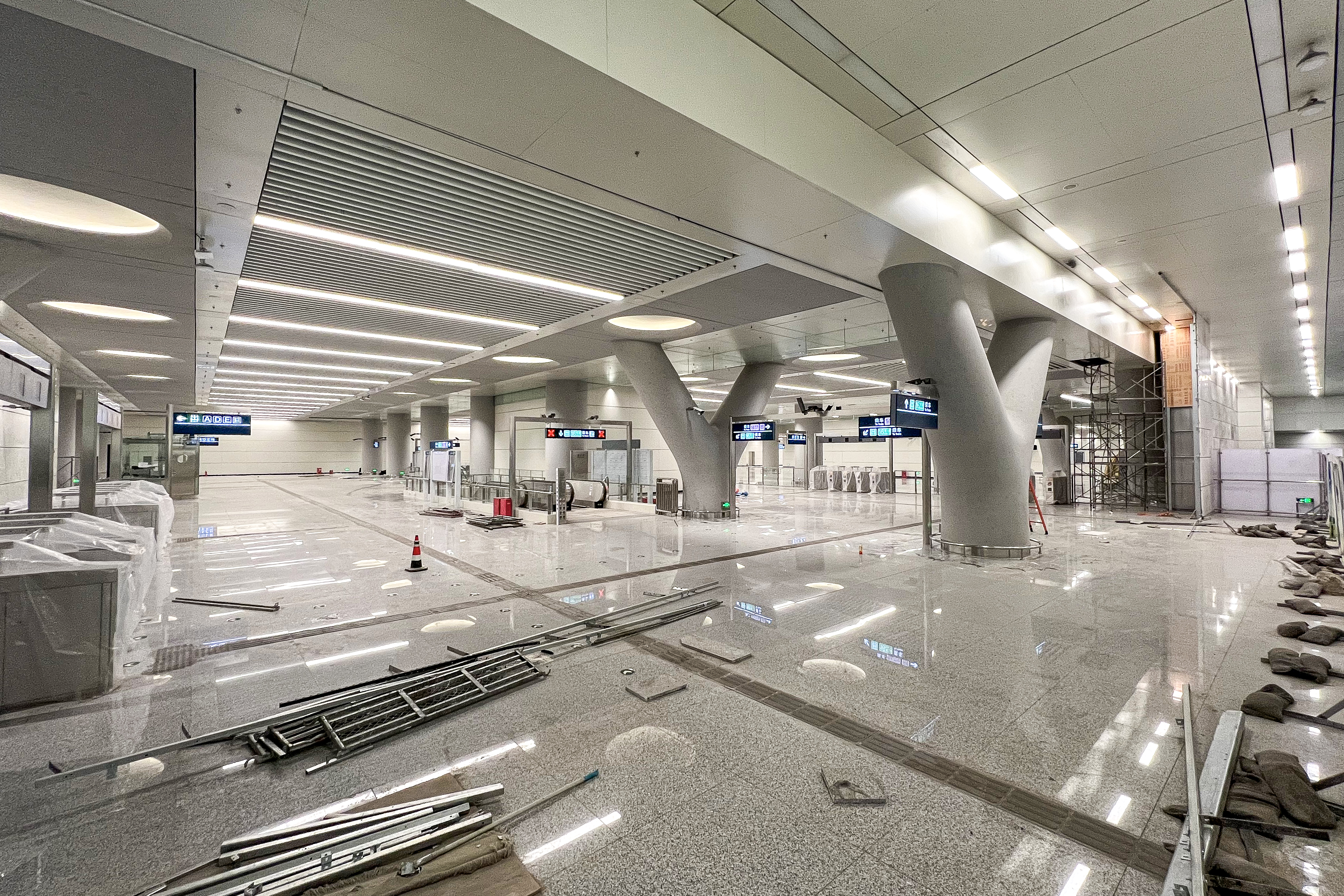
미개통된 16호선 북쪽 대합실 (2024년 1월 20일 촬영)
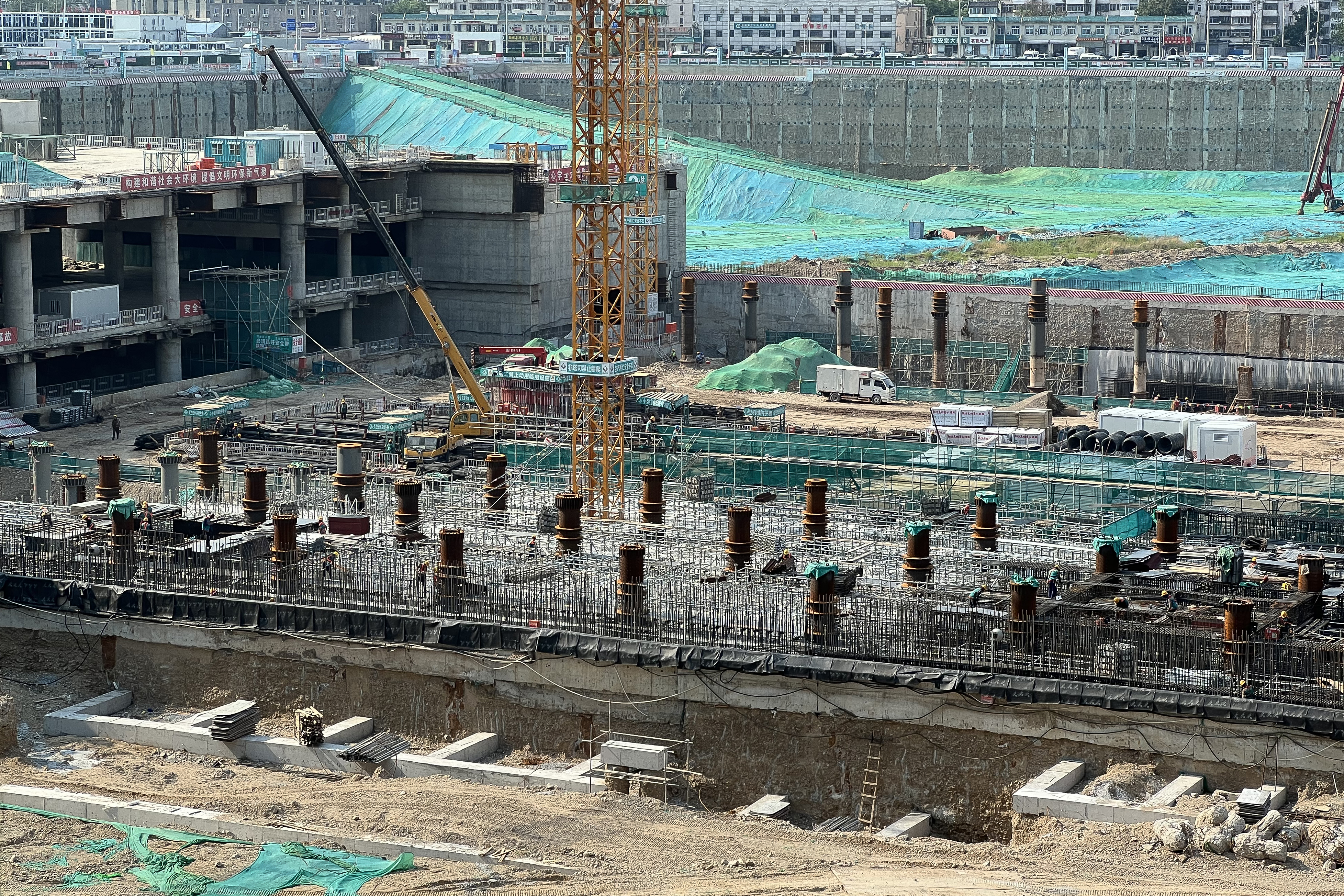
다싱공항선 역 건설 현장1 (2024년 5월 27일 촬영)
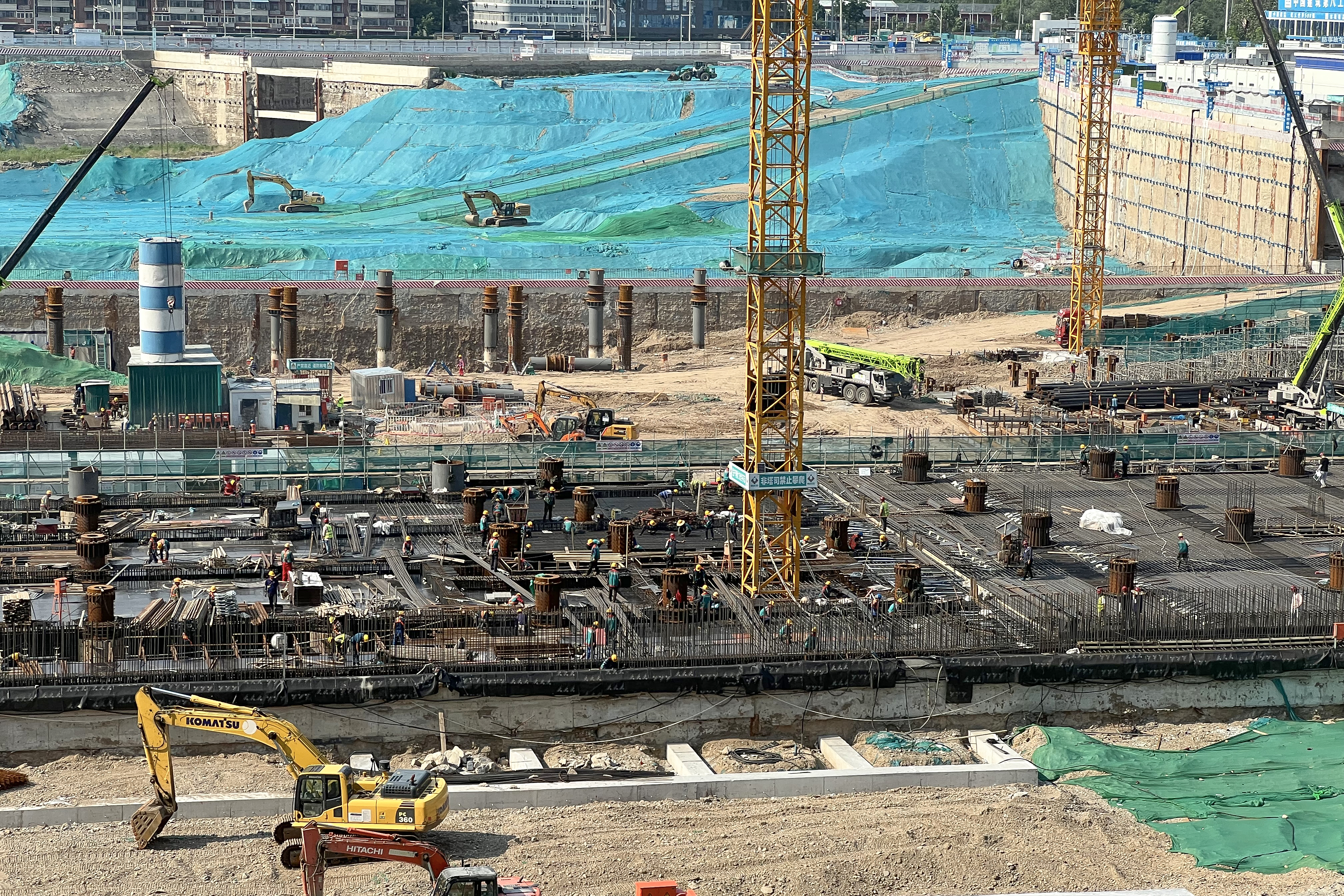
다싱공항선 역 건설 현장2 (2024년 5월 27일 촬영)
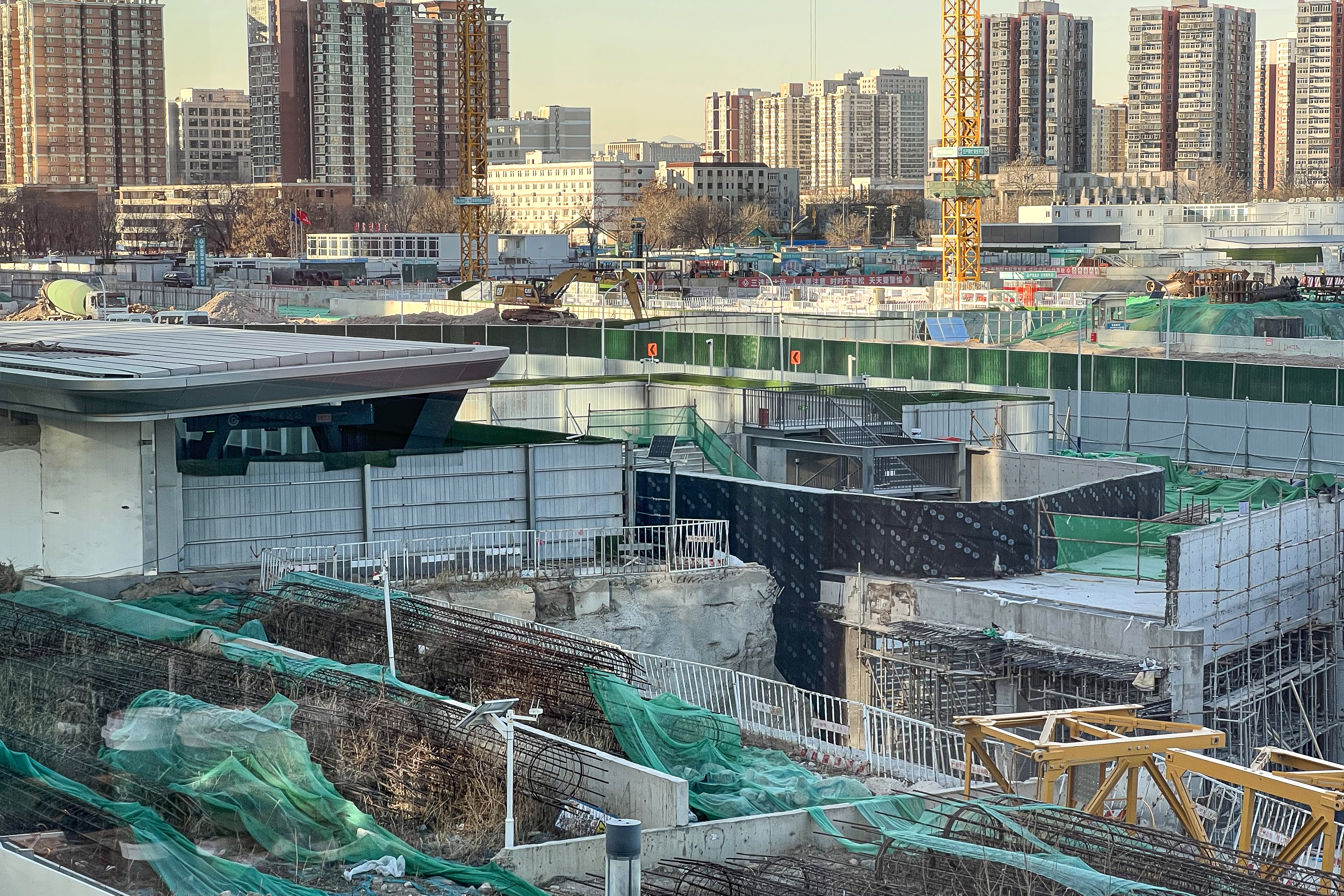
B출입구 인근 건설 현장에 보이는 임시 대피통로 (2025년 1월 10일 촬영)
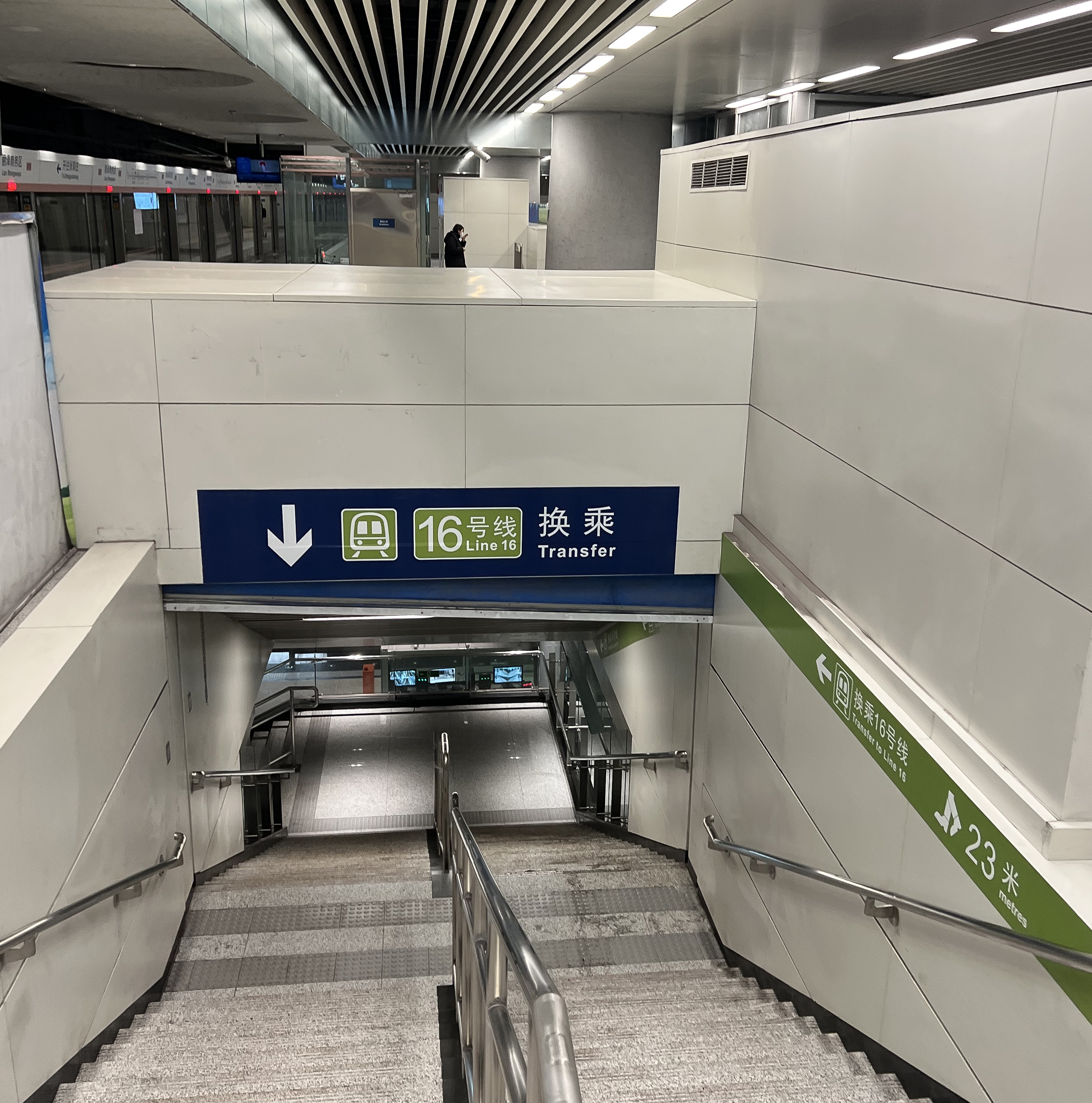
14호선 승강장 내 16호선 환승 통로 (2025년 1월 10일 촬영)

## 참고
- 퉁저우베이관역(通州北关站), 퉁윈먼역(通运门站), 베이윈허시역(北运河西站) : 베이징 지하철 6호선 2단계의 3개 역에는 아트리움이 있다. 그 중 퉁윈먼역과 리쩌 상무구역은 모두 Y자형 기둥으로 지탱되고 있으며, 베이윈허시역과 리쩌 상무구역 모두 채광창이 있는 것이 특징이다.